# Maurice Prendergast
Maurice Brazil Prendergast (St. John's, 10 de outubro de 1858 — Nova York, 1 de fevereiro de 1924) foi um artista pós-impressionista norte-americano que trabalhou em óleo, aquarela e monotipia. Ele expôs como membro dos "Os Oito", embora a delicadeza de suas composições e a beleza de seu estilo em mosaico diferisse das intenções artísticas e da filosofia do grupo.

## "The Eight"
Prendergast expôs nas Galerias Macbeth em 1908 com a curta associação de artistas conhecida como "Os Oito" porque apoiou seu protesto contra o preconceito acadêmico e as políticas de exibição restritivas da poderosa e conservadora National Academy of Design. Ele acreditava em uma abertura "sem júri, sem prêmios" que permitiria a artistas independentes ou não convencionais maiores oportunidades de encontrar um público mais amplo e apreciativo para seu trabalho. Esta exposição polêmica, que adquiriu status de lenda na história da arte americana, é vista como um momento seminal na resposta do público ao realismo Ashcan, já que essa forma de arte representacional urbana corajosa foi o estilo praticado por cinco dos participantes (Robert Henri, John French Sloan, George Luks, Everett Shinn e William Glackens), mas Prendergast não tem nada em comum, em estilo ou conteúdo, com aquela escola de pintura. Prendergast era muito mais modernista do que qualquer um dos outros sete membros dos Oito. Seus laços com os Oito não ajudaram necessariamente sua reputação a longo prazo: "A associação irrevogável de Prendergast com os Oito o deixou estilisticamente isolado nas genealogias da arte moderna". Um verdadeiro independente, ele não se encaixa em nenhuma categoria particular da arte americana moderna.

## Trabalho
O trabalho de Prendergast foi fortemente associado desde o início a cenas de lazer ambientadas em praias e parques. Seu trabalho inicial foi principalmente em aquarela ou monótipo, e ele produziu mais de duzentos monótipos entre 1895 e 1902. Ele também fez experiências com pintura a óleo na década de 1890, mas não se concentrou nesse meio até o início de 1900.
Ele se desenvolveu no início de sua carreira e continuou ao longo de sua vida a elaborar um estilo altamente pessoal, com cores fortes e contrastantes, como joias, e formas achatadas e padronizadas dispostas ritmicamente em uma tela. As formas foram radicalmente simplificadas e apresentadas em áreas planas de cores brilhantes e não moduladas. Suas pinturas foram apropriadamente descritas como semelhantes a tapeçarias ou semelhantes a mosaicos.

## Galeria

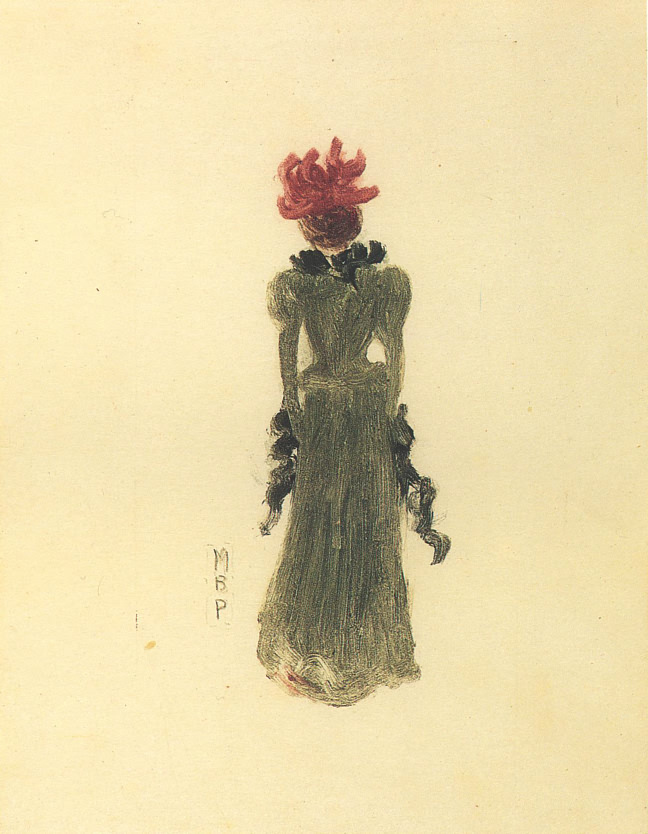
Green Dress (1891–94)
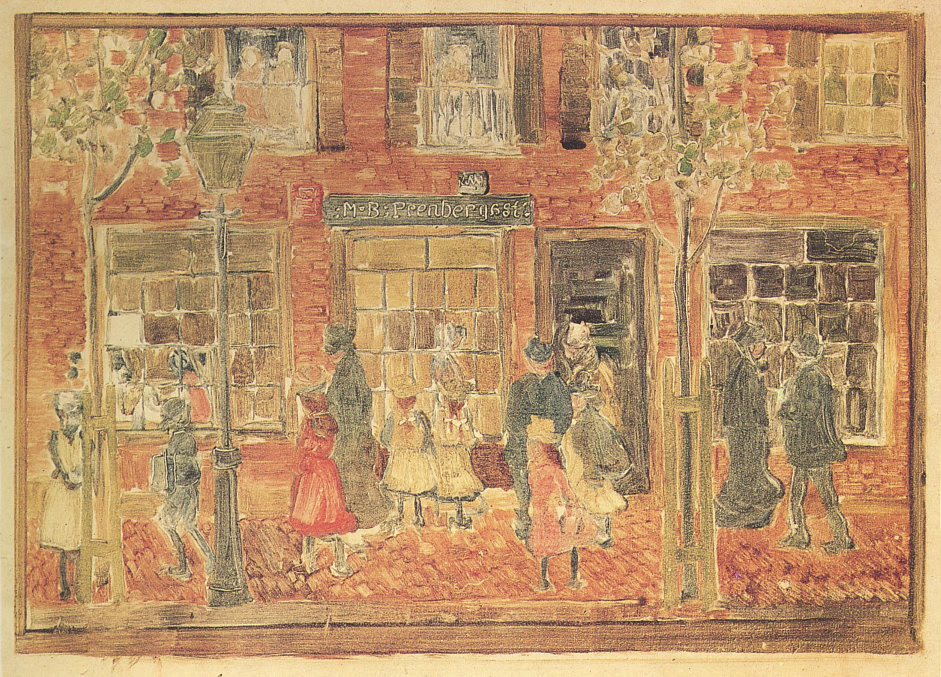
Street Scene (1891–94)
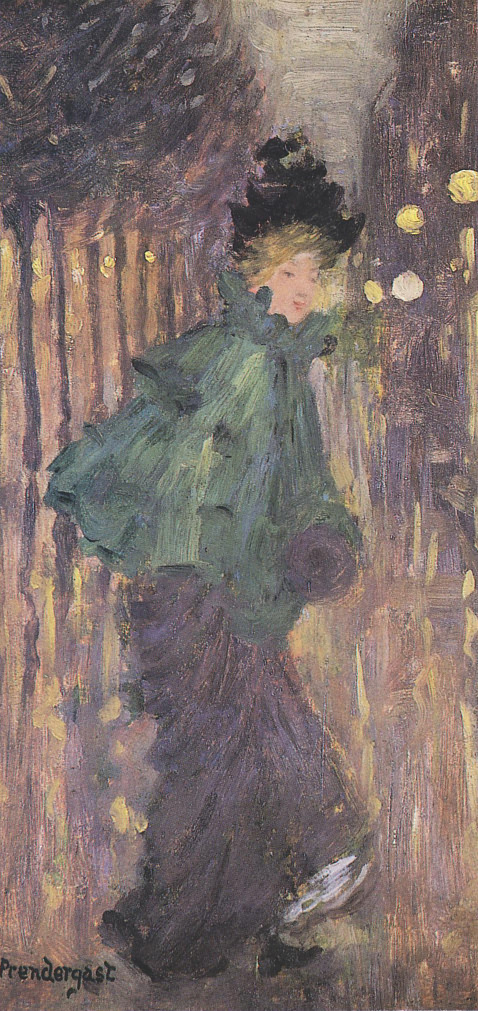
Lady on the Boulevard/The Green Cape (1892)
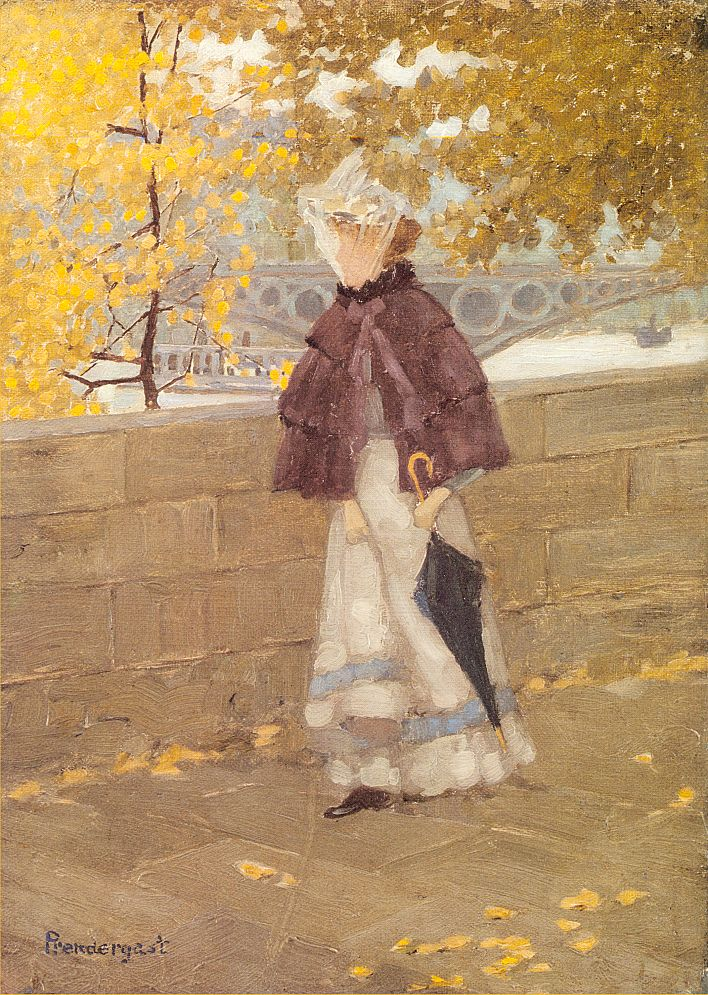
Along the Seine (1892–94)
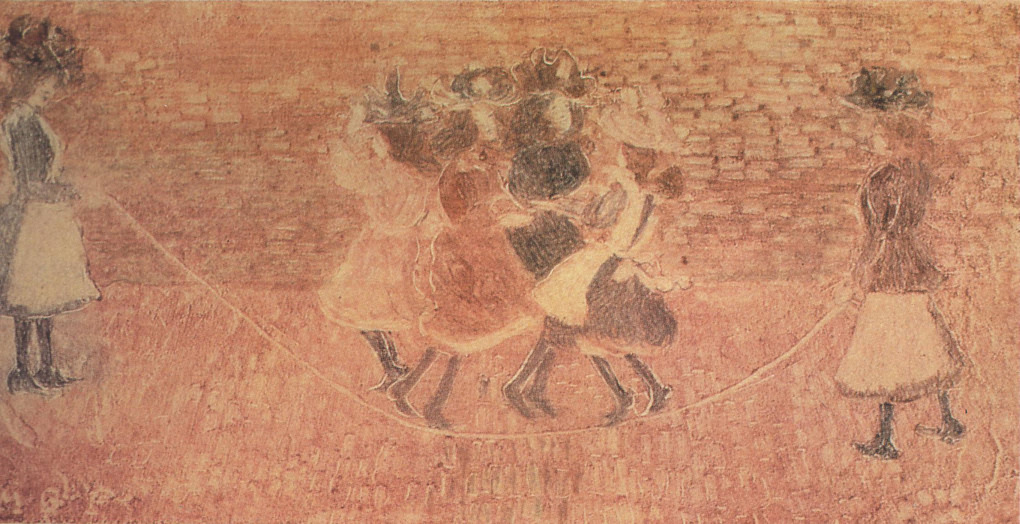
Skipping Rope (1892–95)
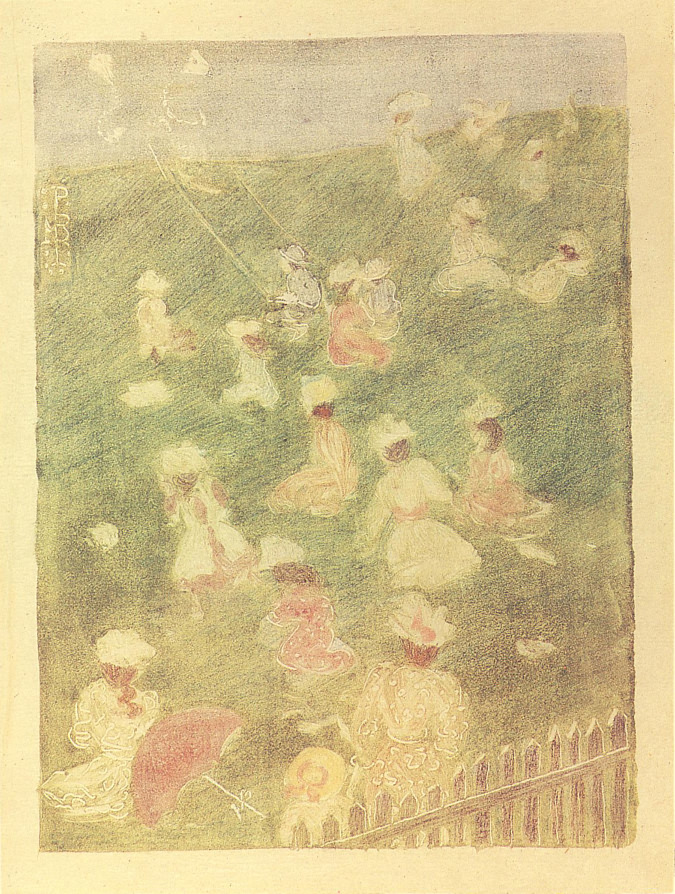
Children at Play (1895)
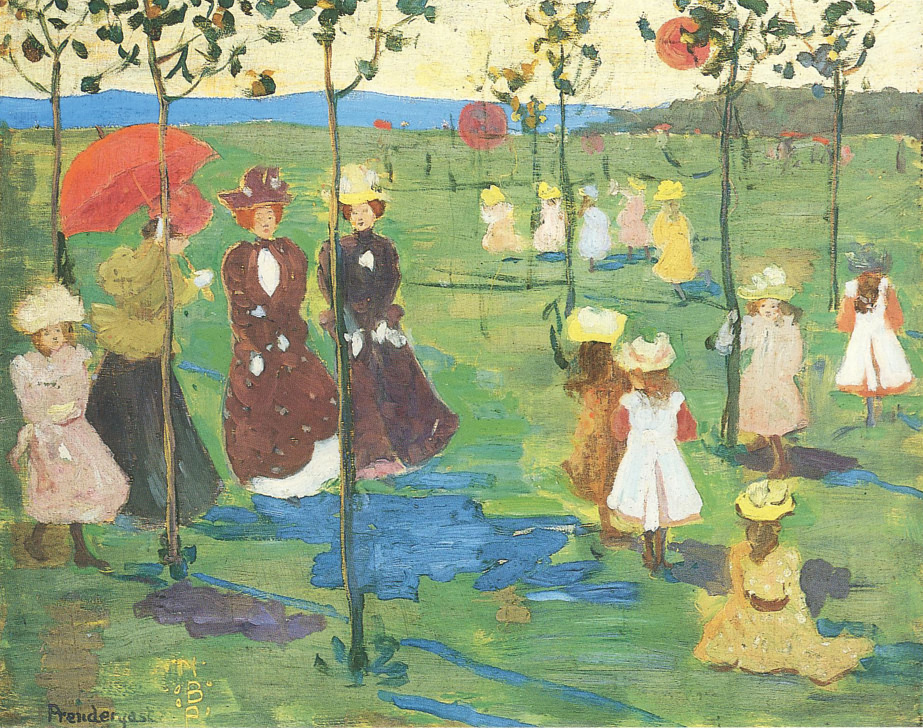
Franklin Park Boston (1895)
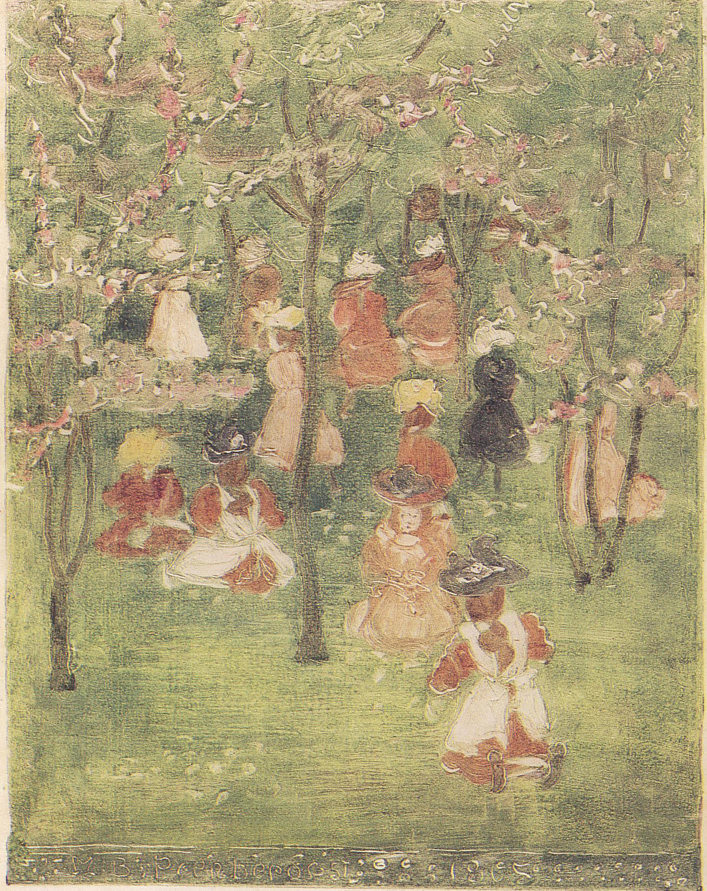
Spring in Franklin Park (1895)
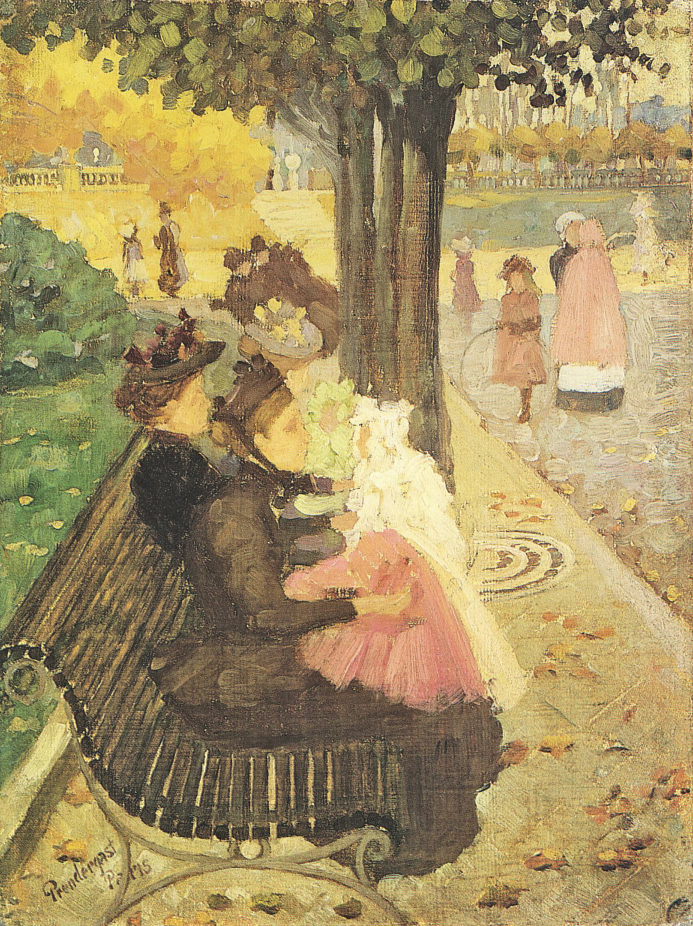
The Tuileries Gardens, Paris (1895)
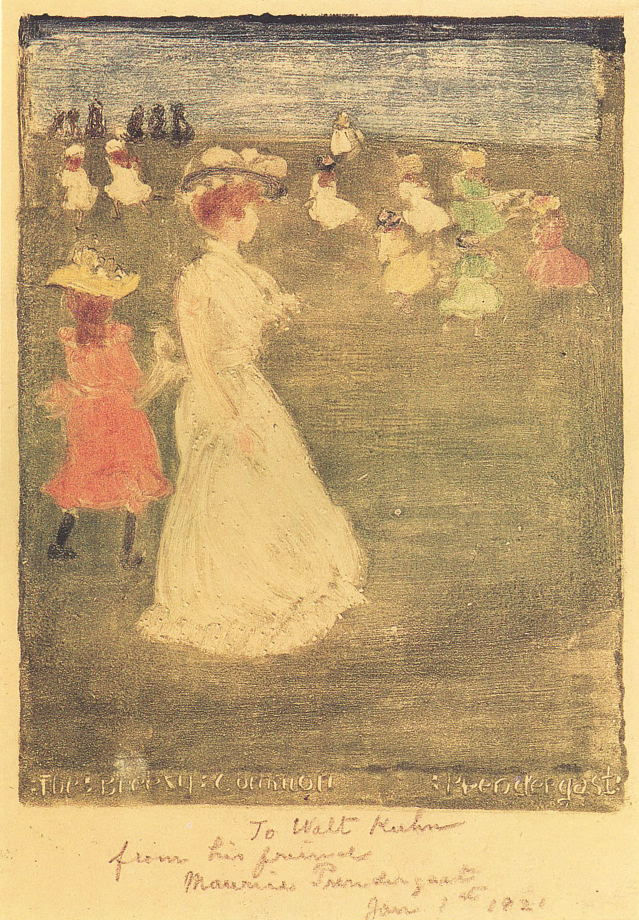
The Breezy Common (1895–97)
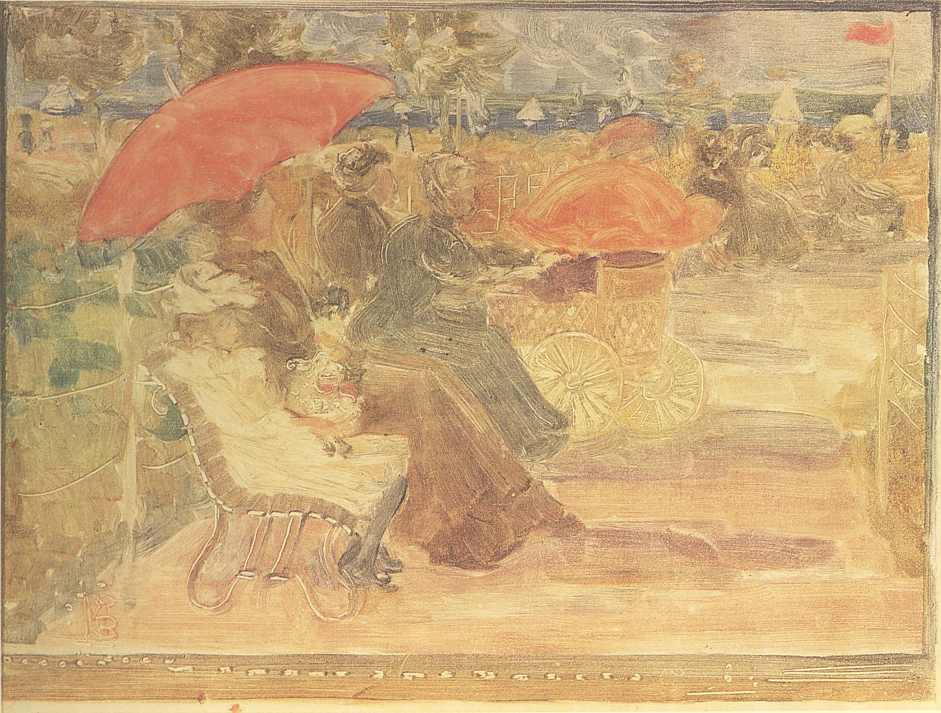
Marine Park (1895–97)
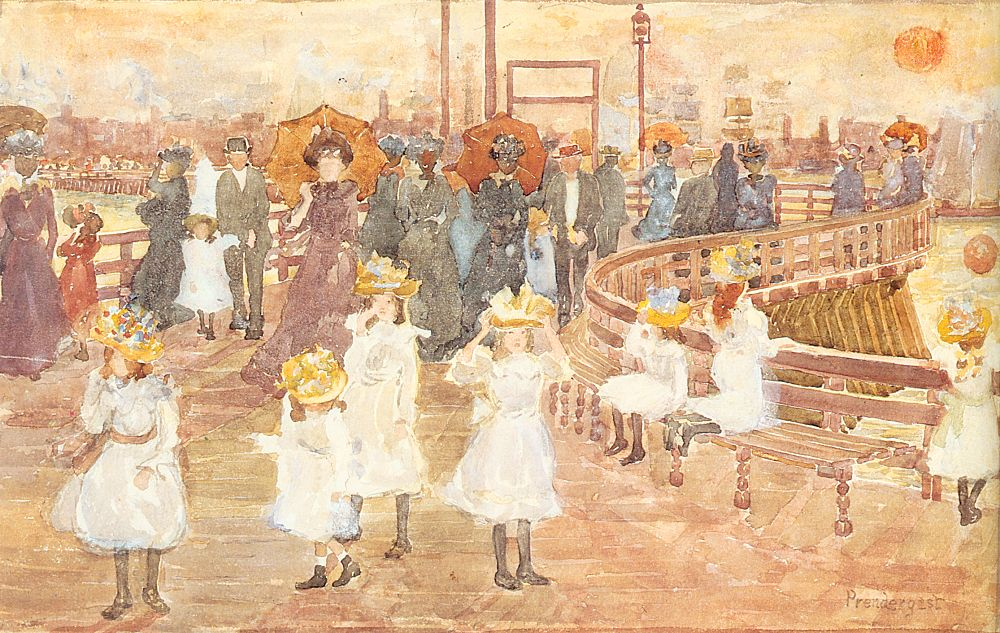
South Boston Pier (1895–97)
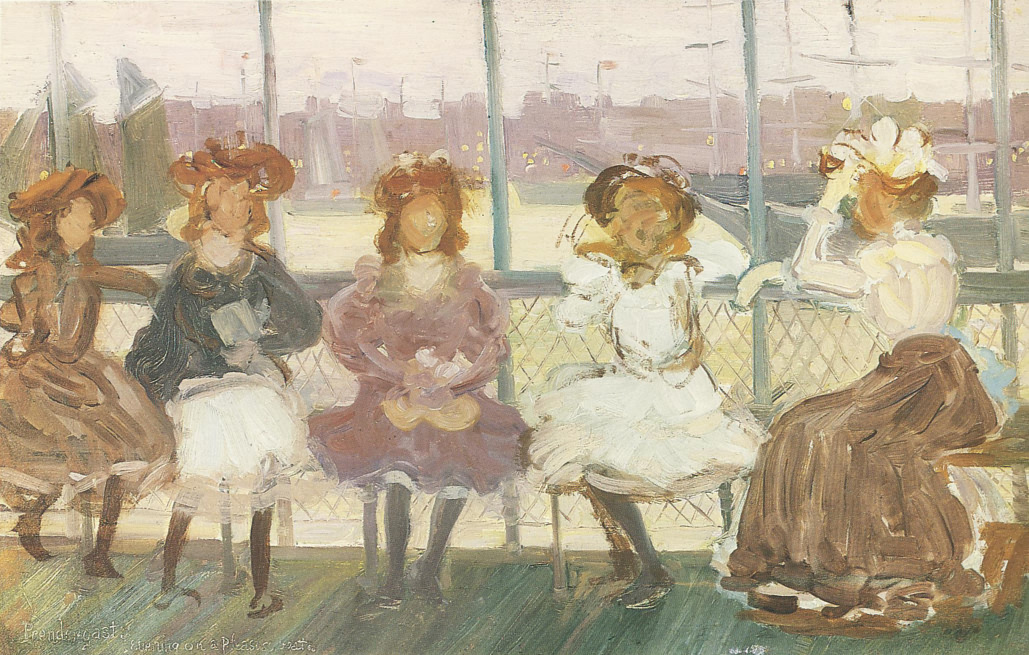
Evening on a Pleasure Boat (1895–98)
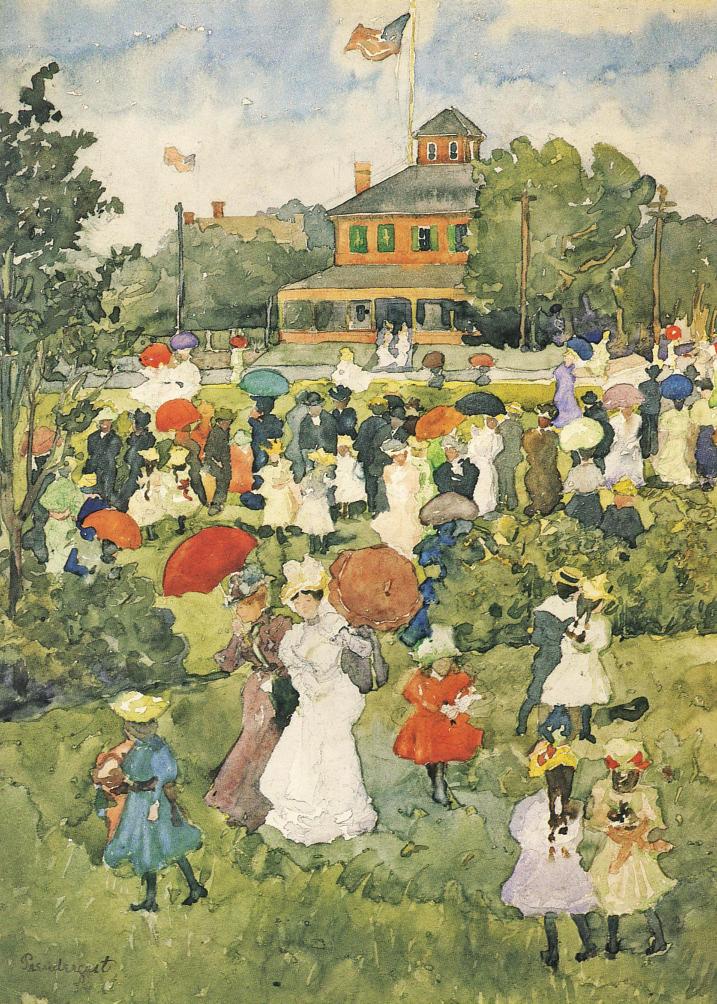
Franklin Park Boston (1895–98)
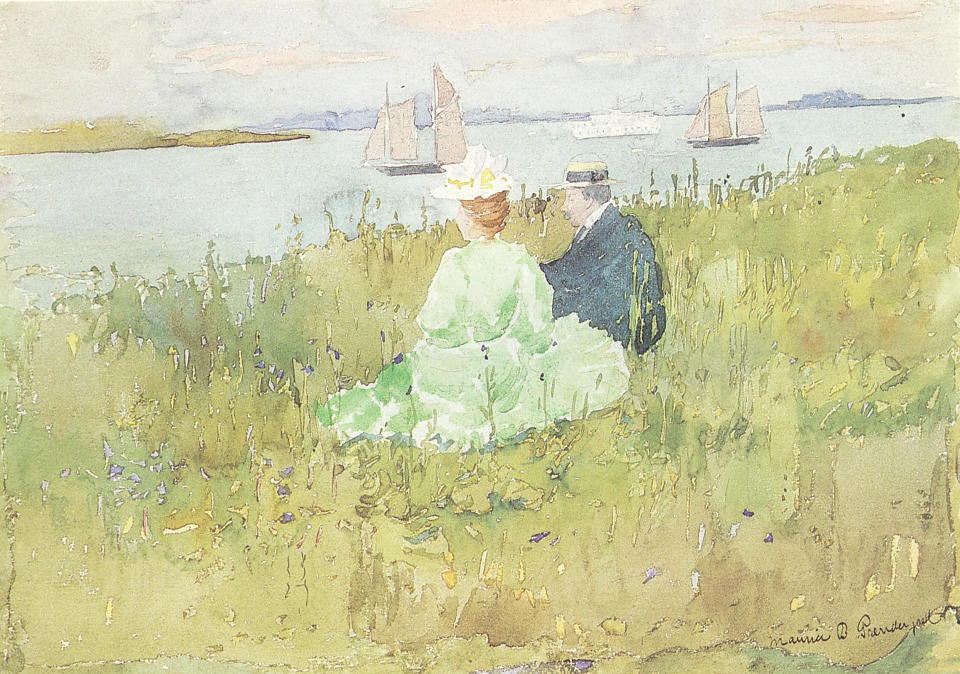
Viewing the Ships (1896)
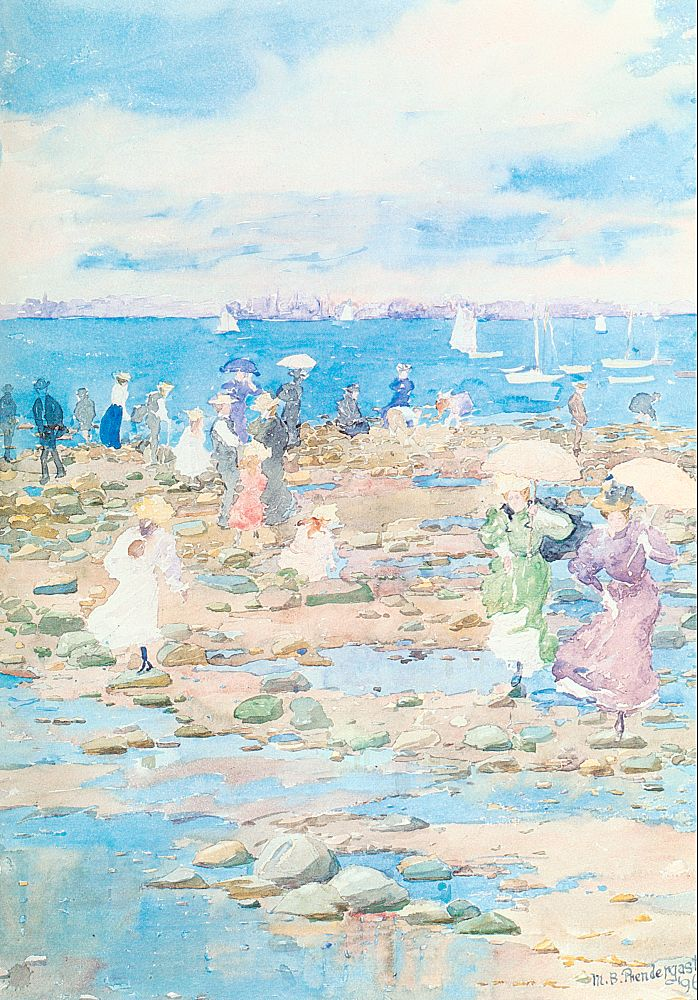
Summer Visitors (1897)
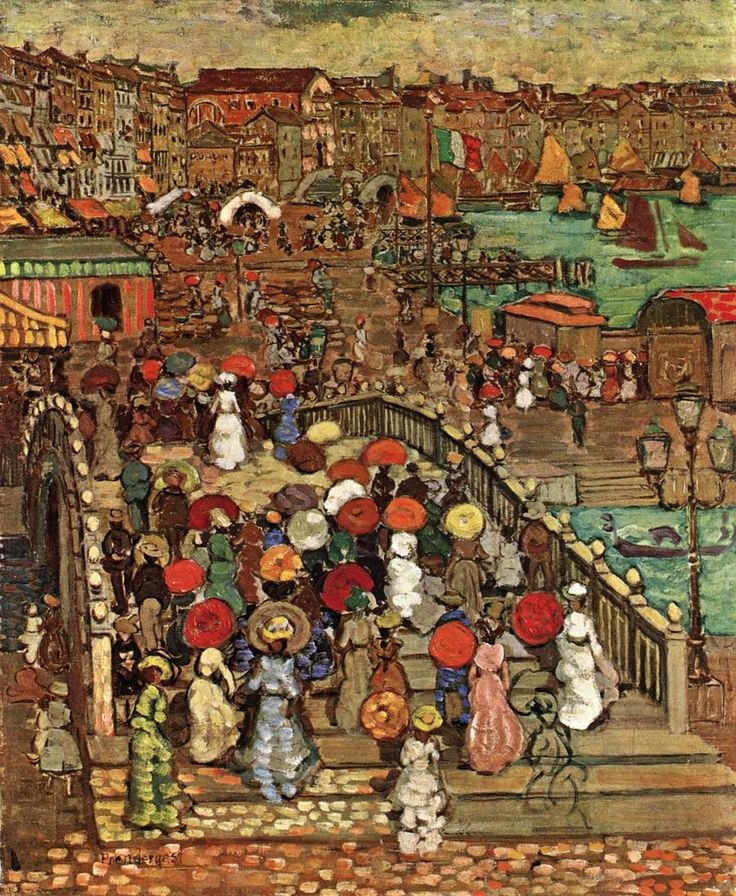
Ponte della Paglia (1898–99)
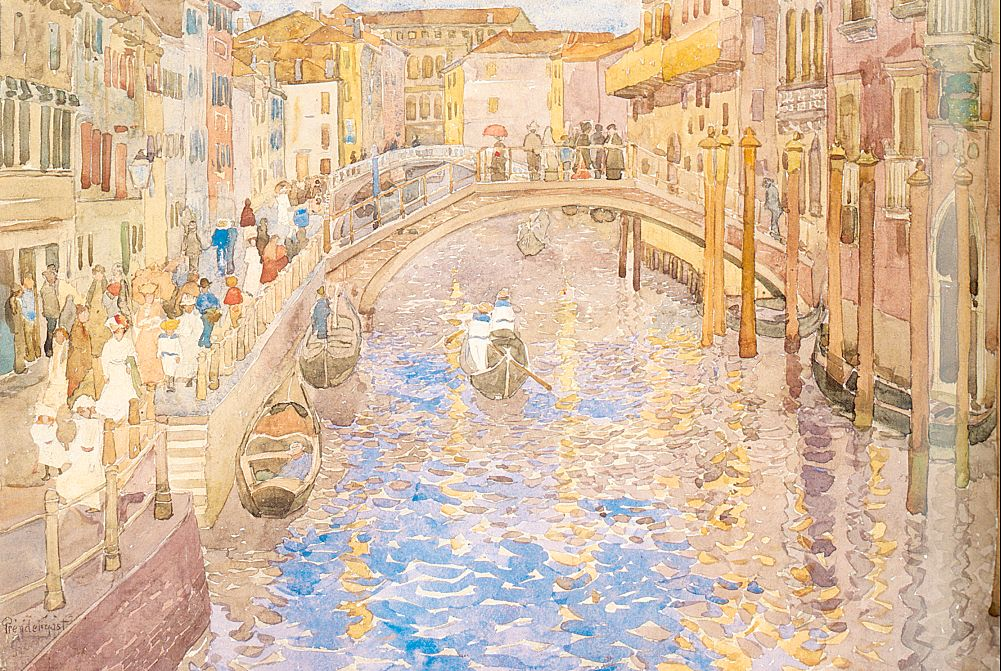
Venetian Canal Scene  (1898–99)
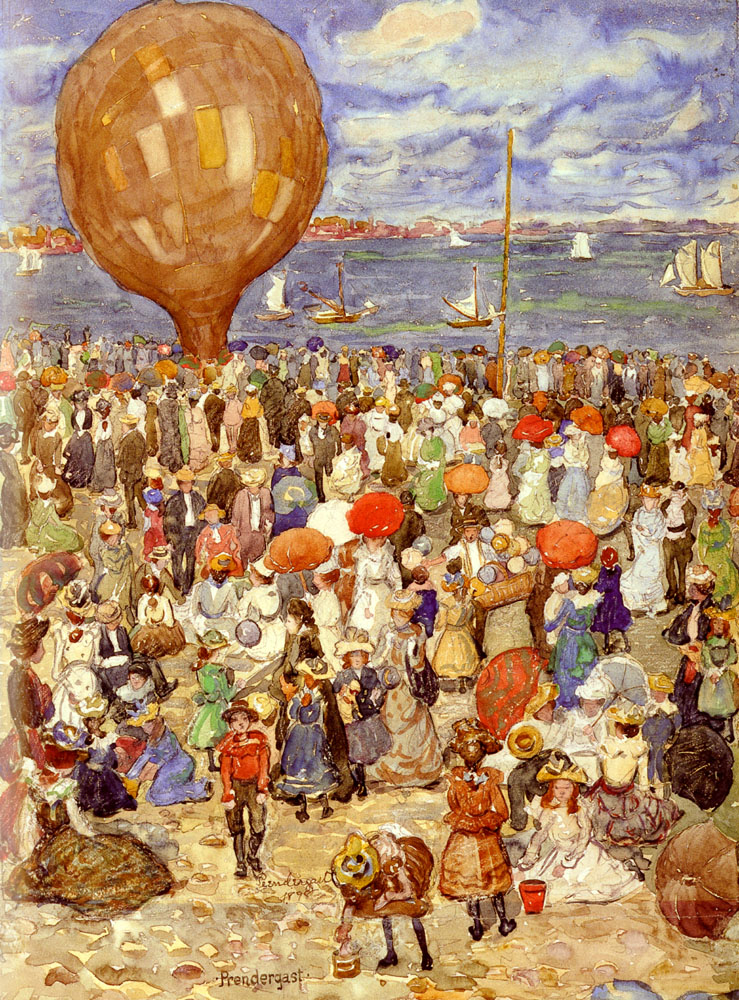
The Balloon  (1898)
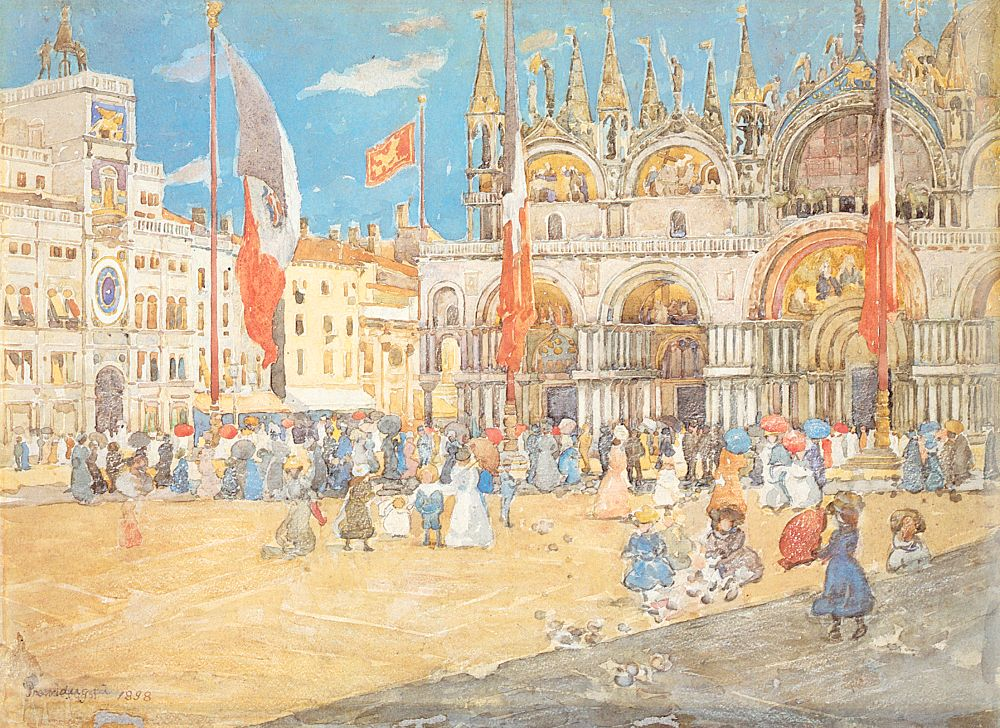
St. Mark's Venice (1898)
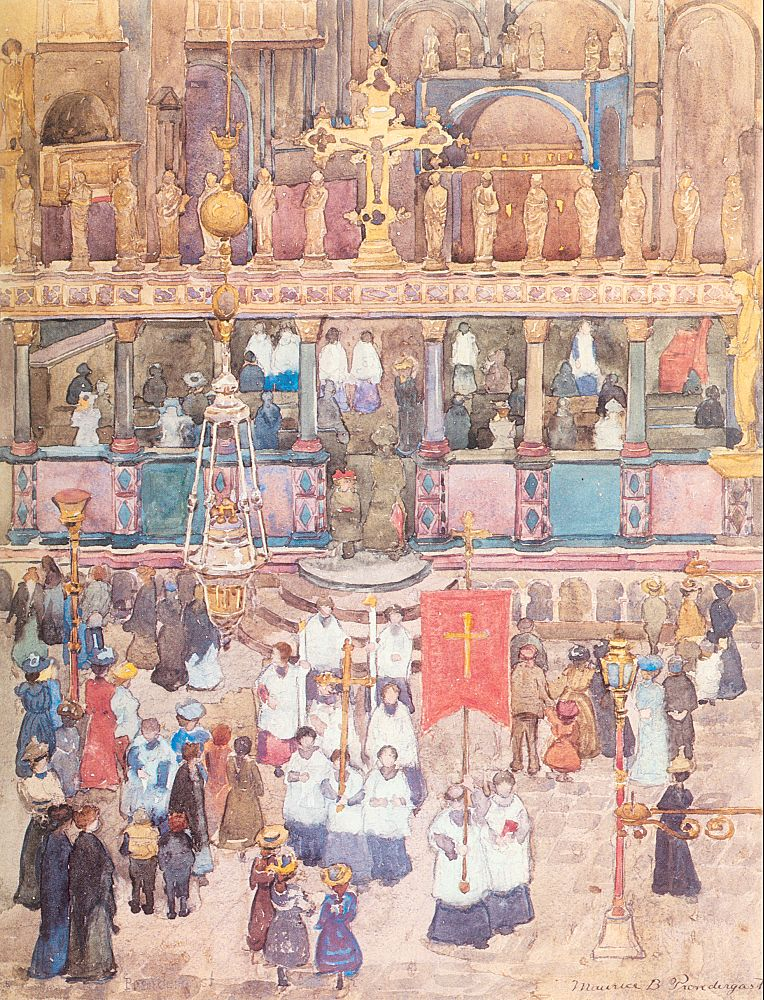
Easter Procession St. Mark's  (1898)
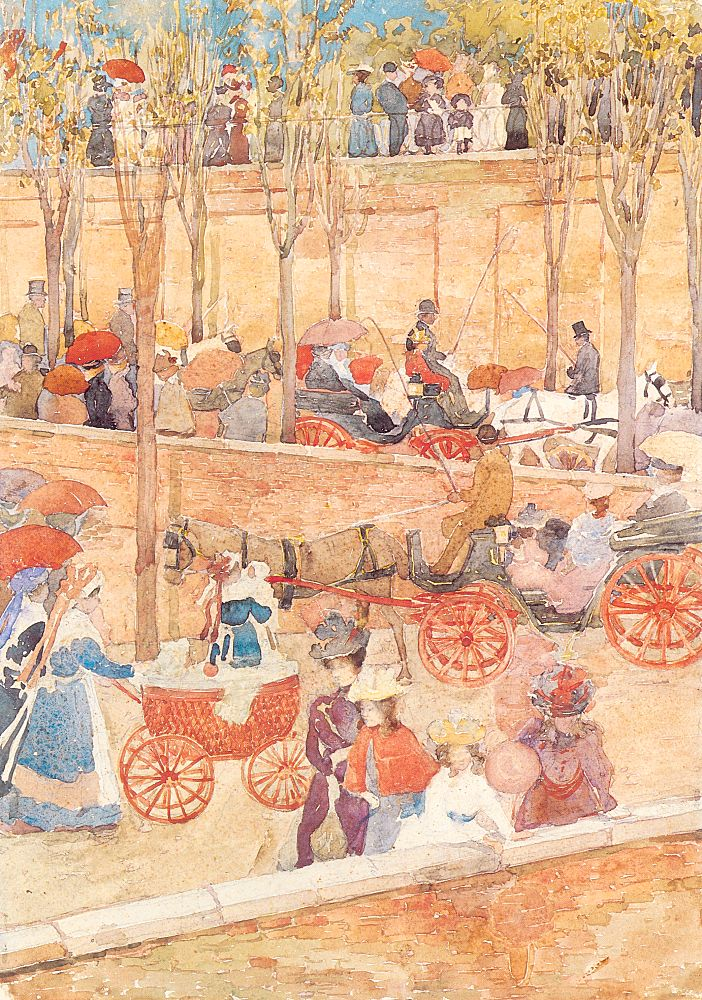
Afternoon. Pincian Hill [in Rome] (1898–99)
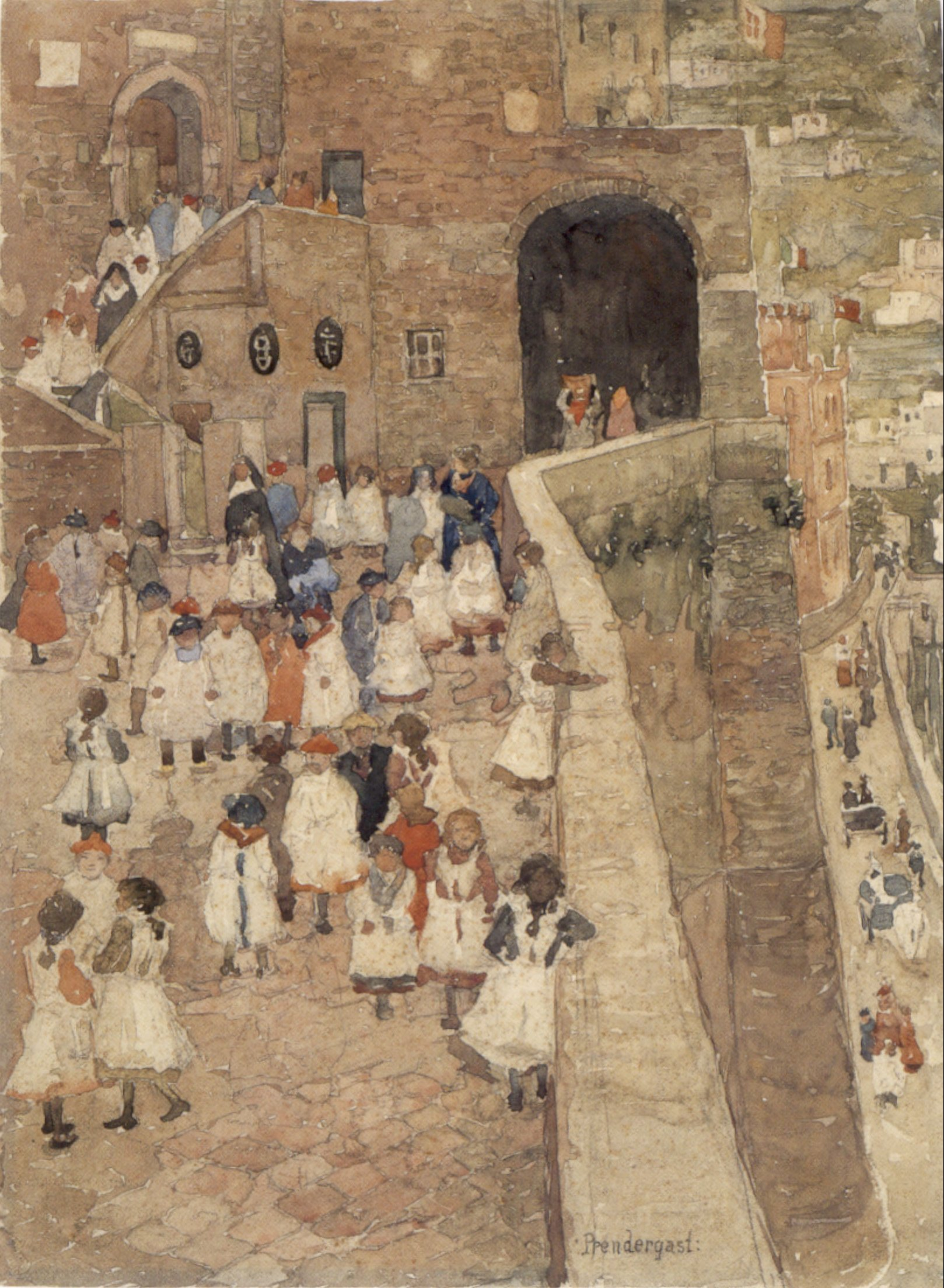
Courtyard Scene, Siena (c. 1898–99)
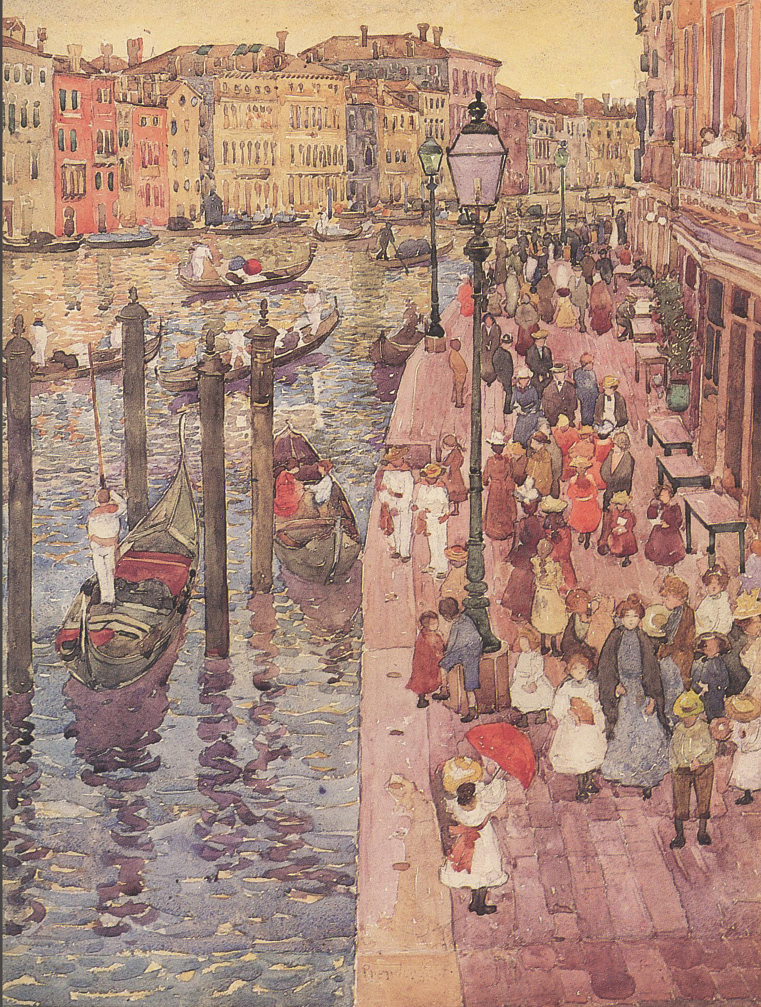
The Grand Canal, Venice (1898–99)
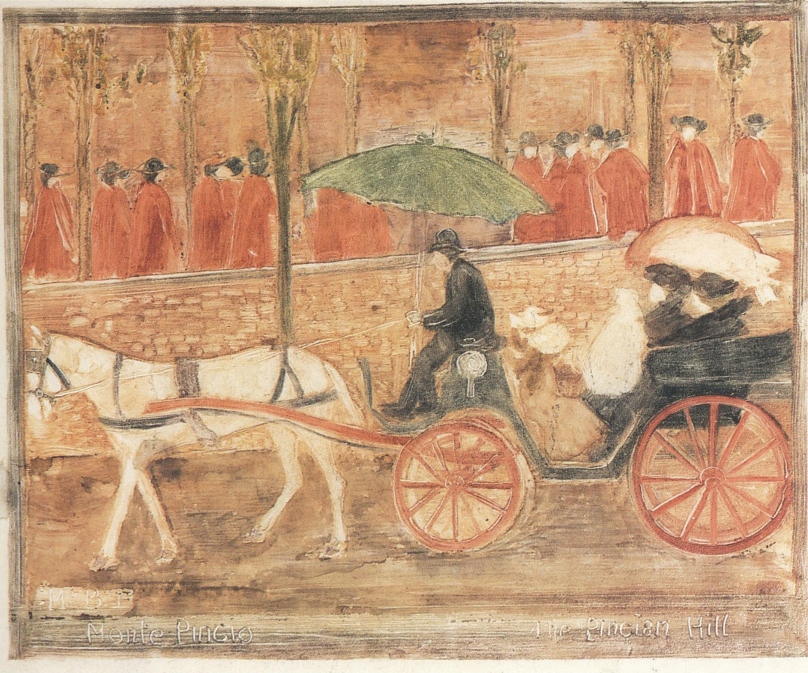
Monte Pincio (1898–99)
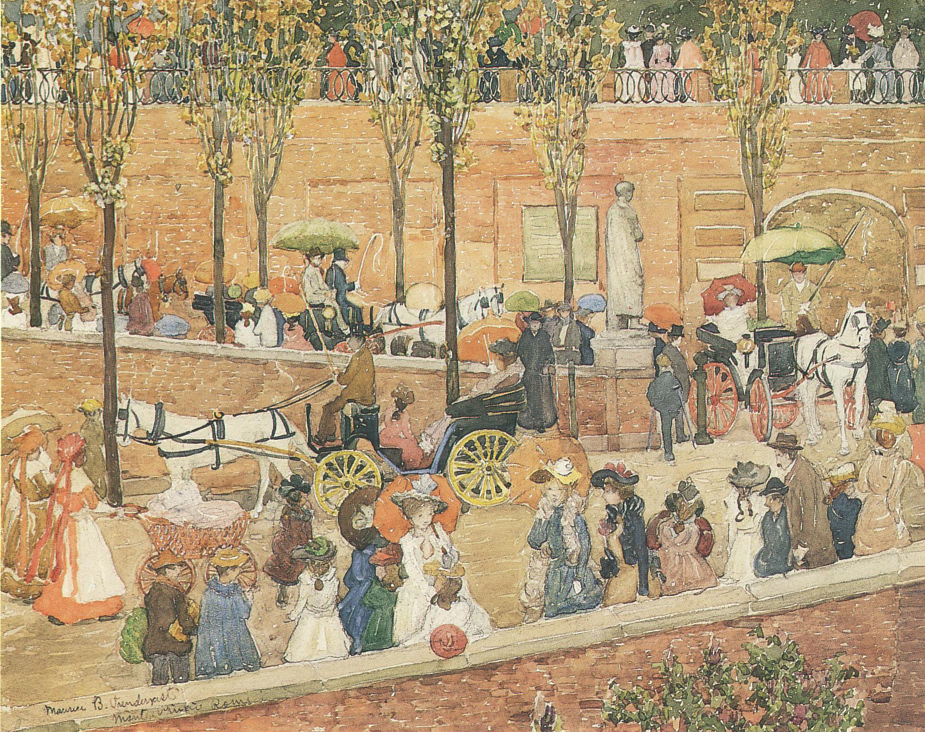
Monte Pincio Rome (1898–99)
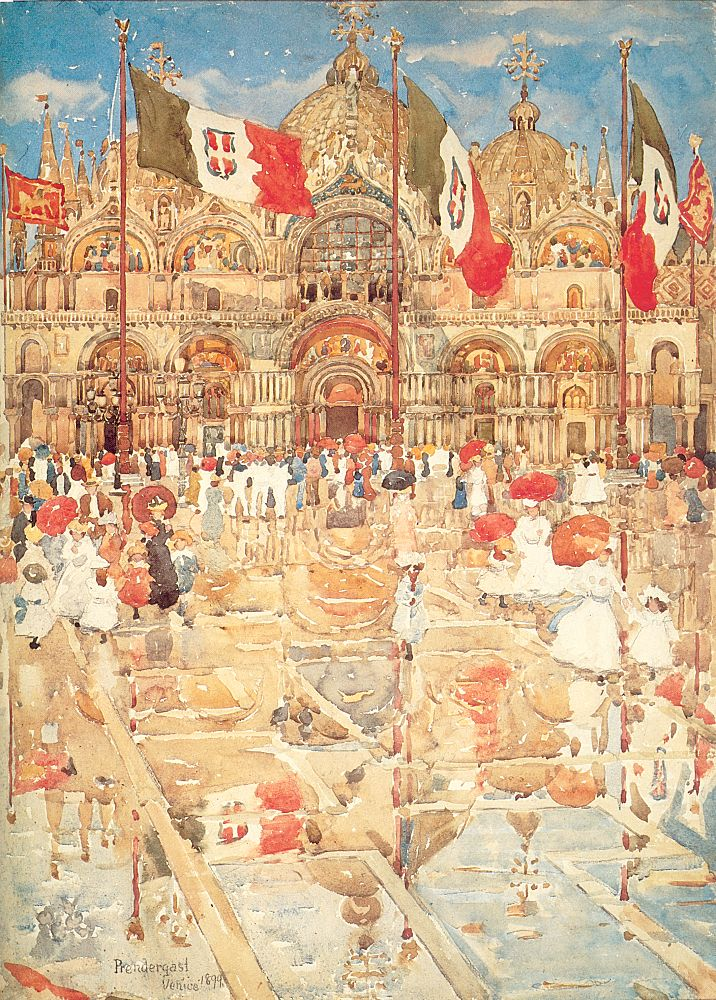
Splash of Sunshine and Rain  (1899)
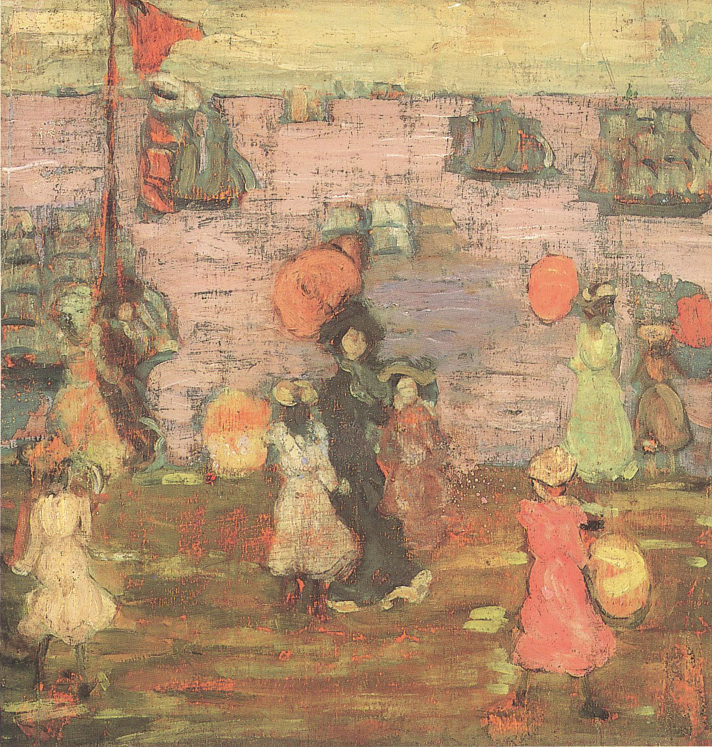
Telegraph Hill (1900)
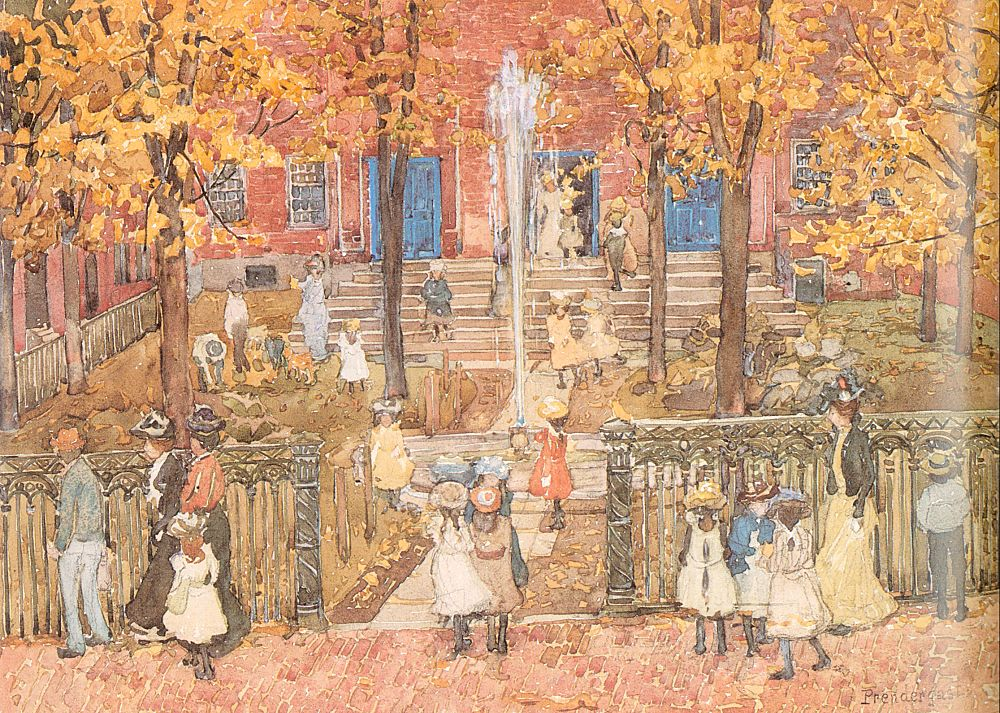
West Church Boston (1900–01)
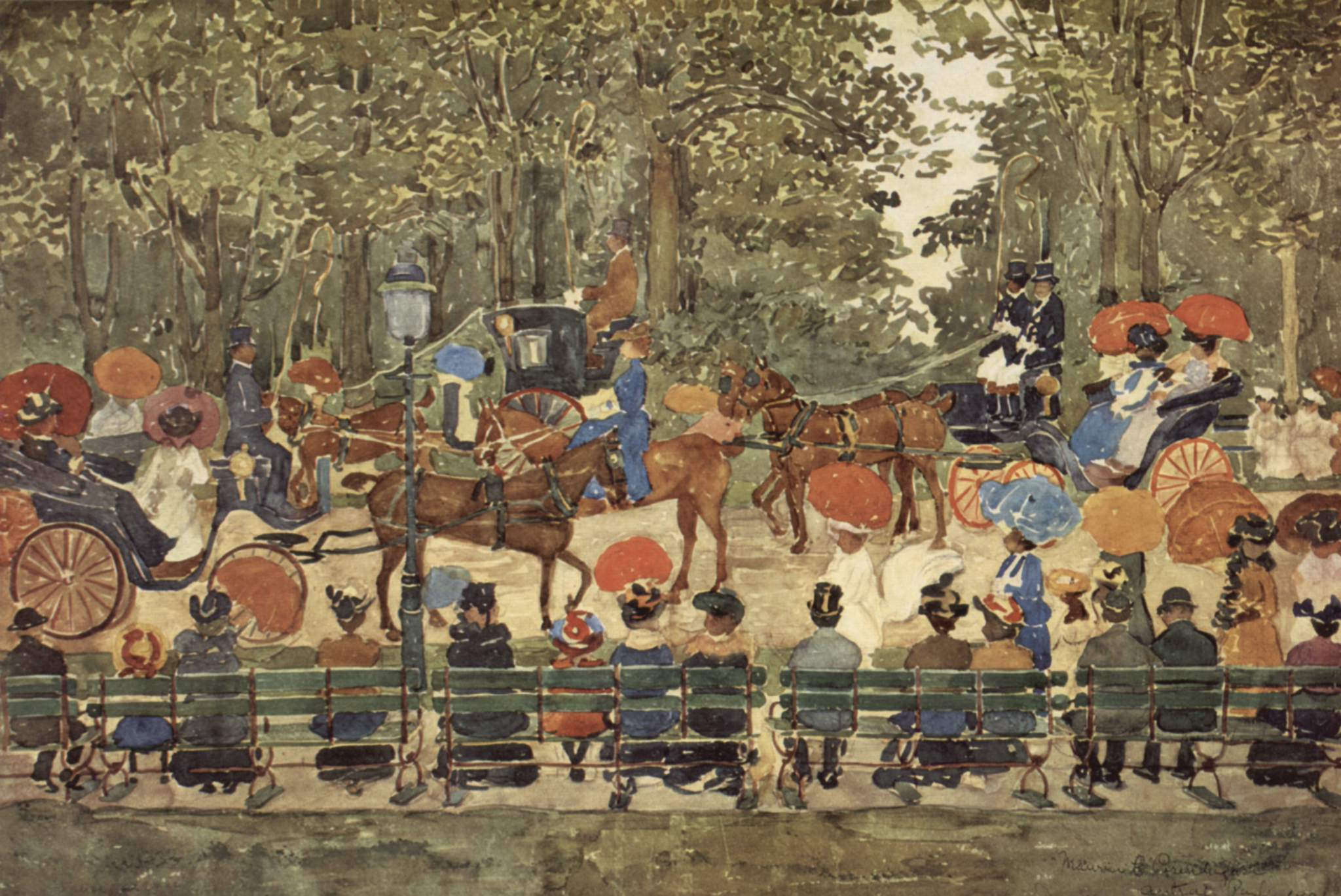
Central Park, New York (1901)
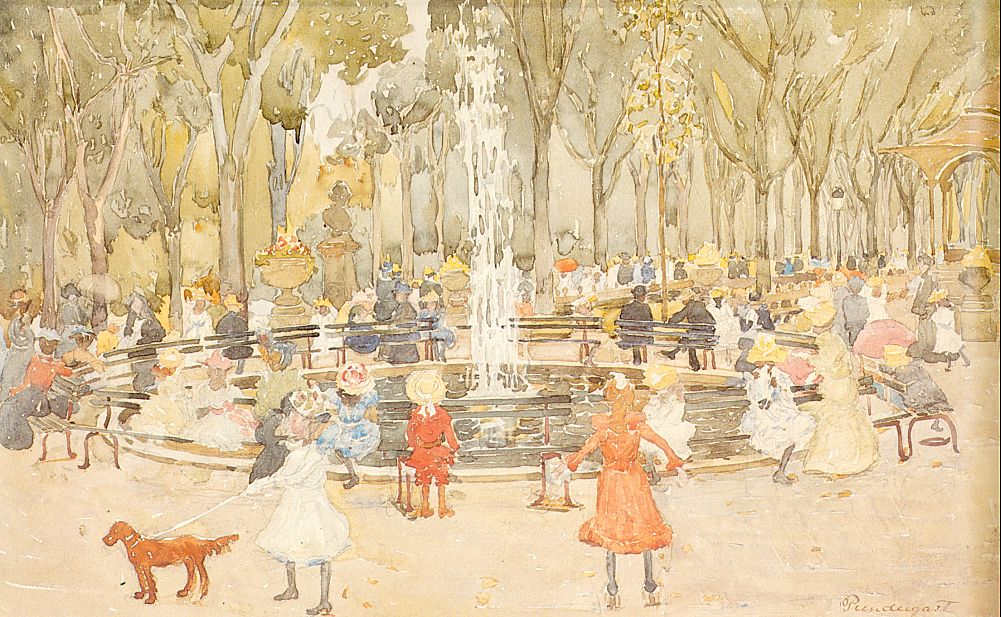
In Central Park New York (1900–03)
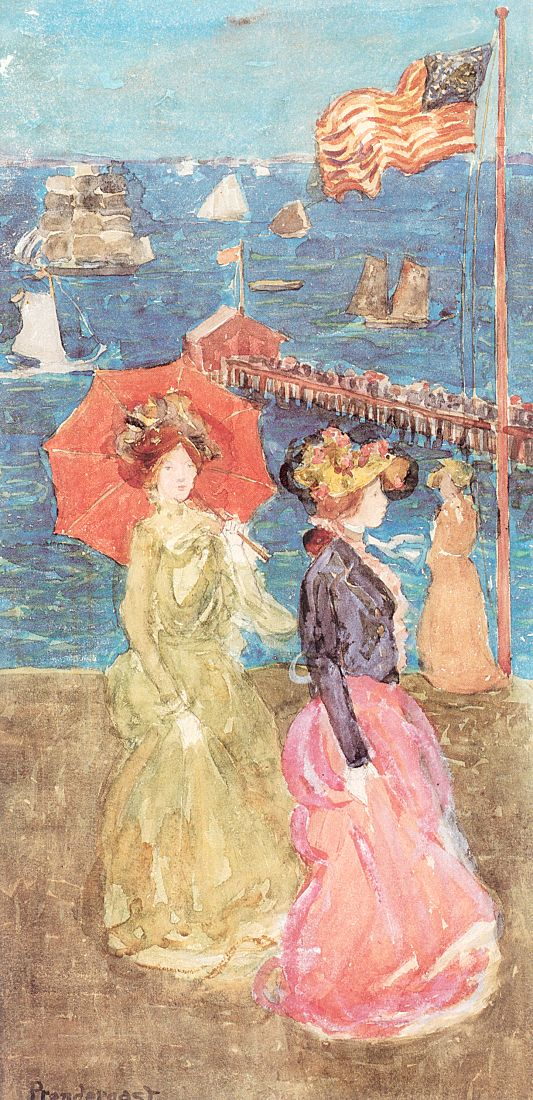
Figures Under the Flag (1900–05)
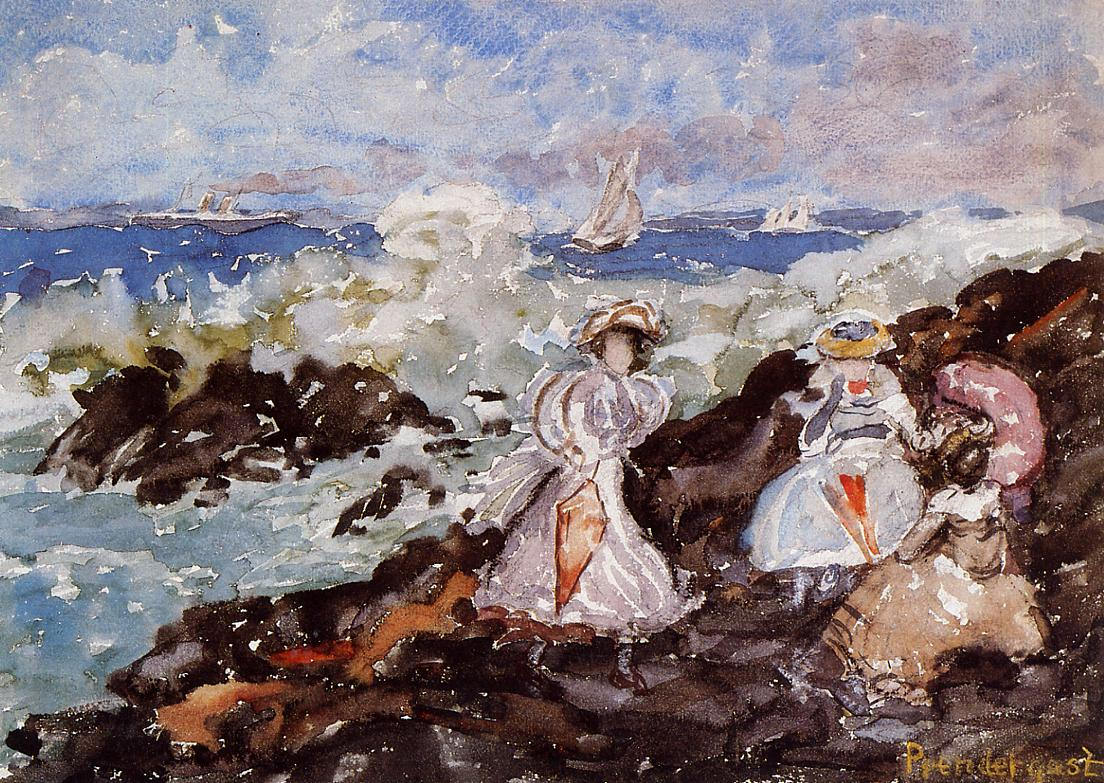
Surf, Cohasset (1900–05)
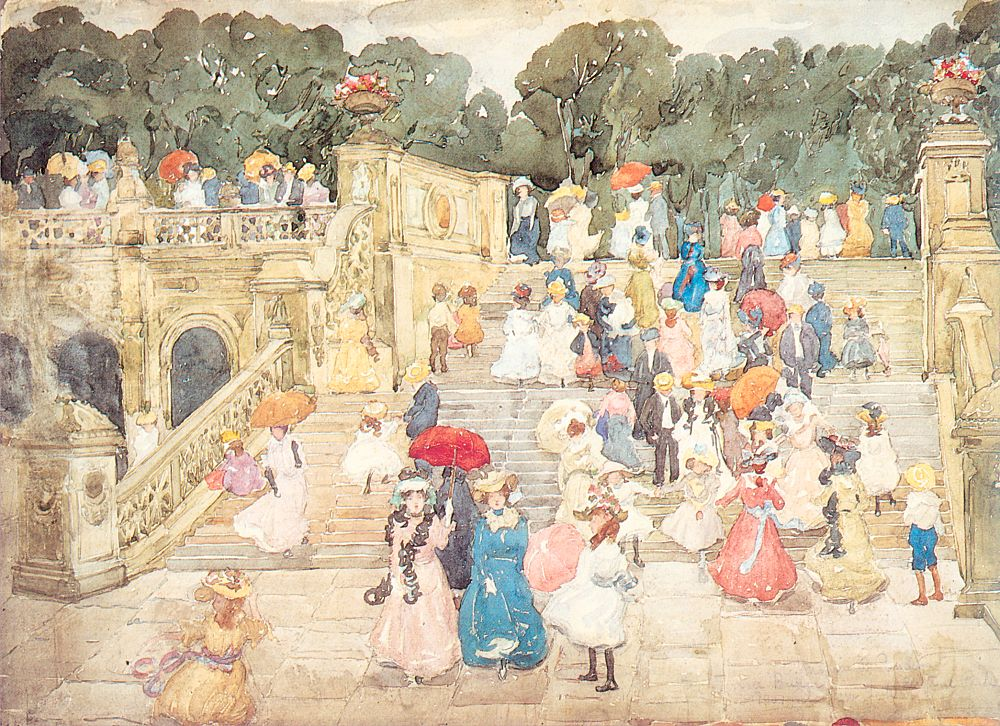
The Mall Central Park  (1901)
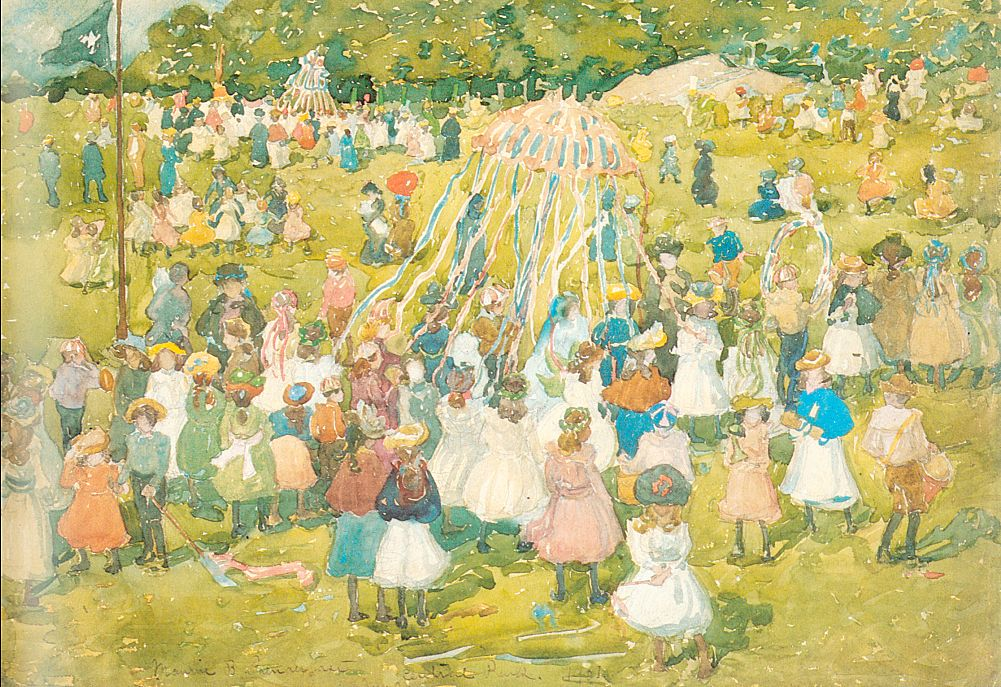
May Day Central Park  (1901)
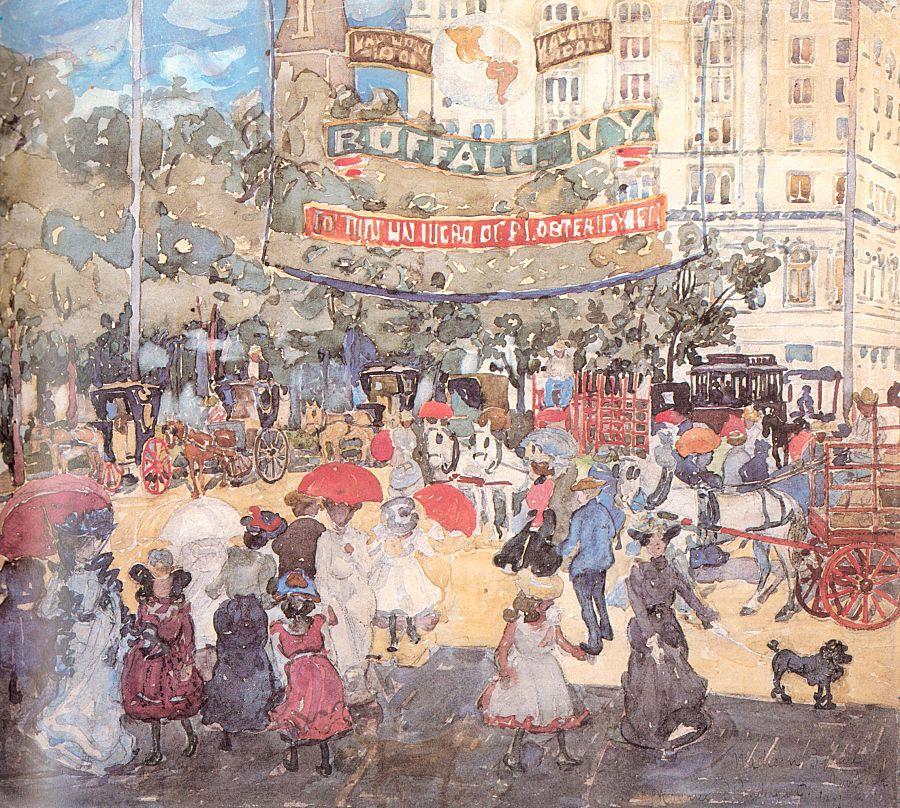
Madison Square  (1901)
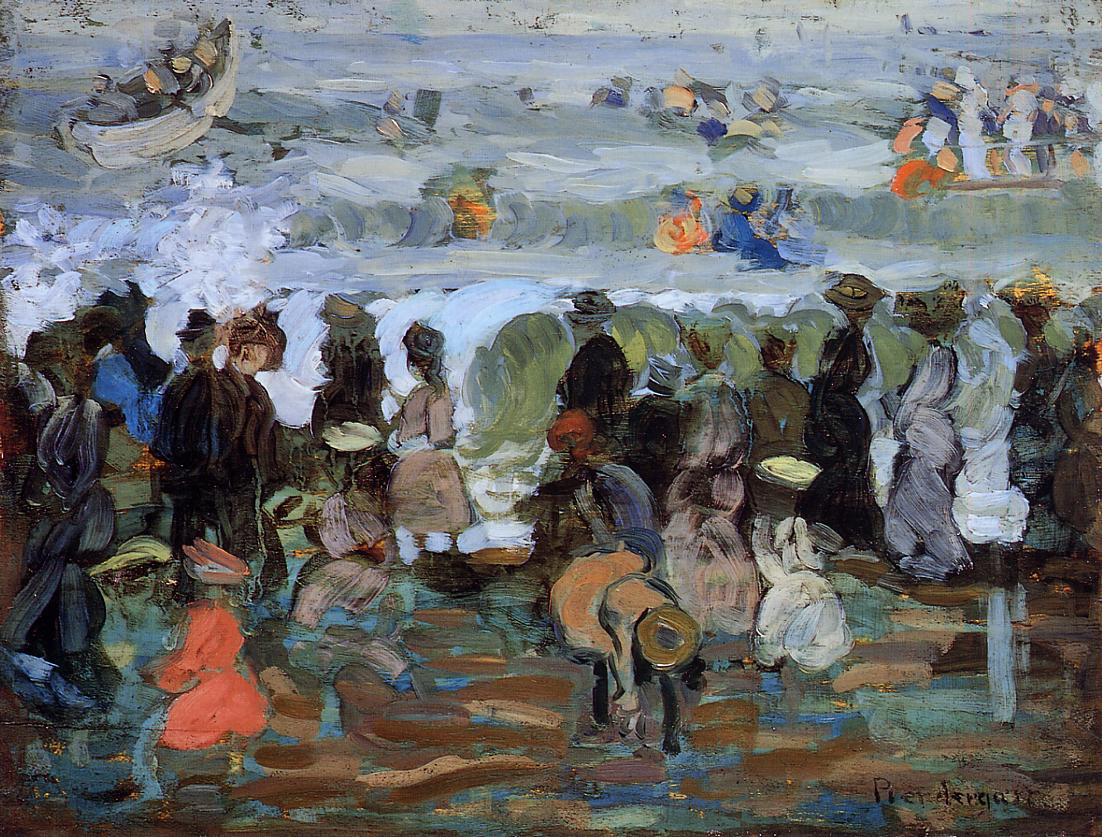
After the Storm (1902–06)
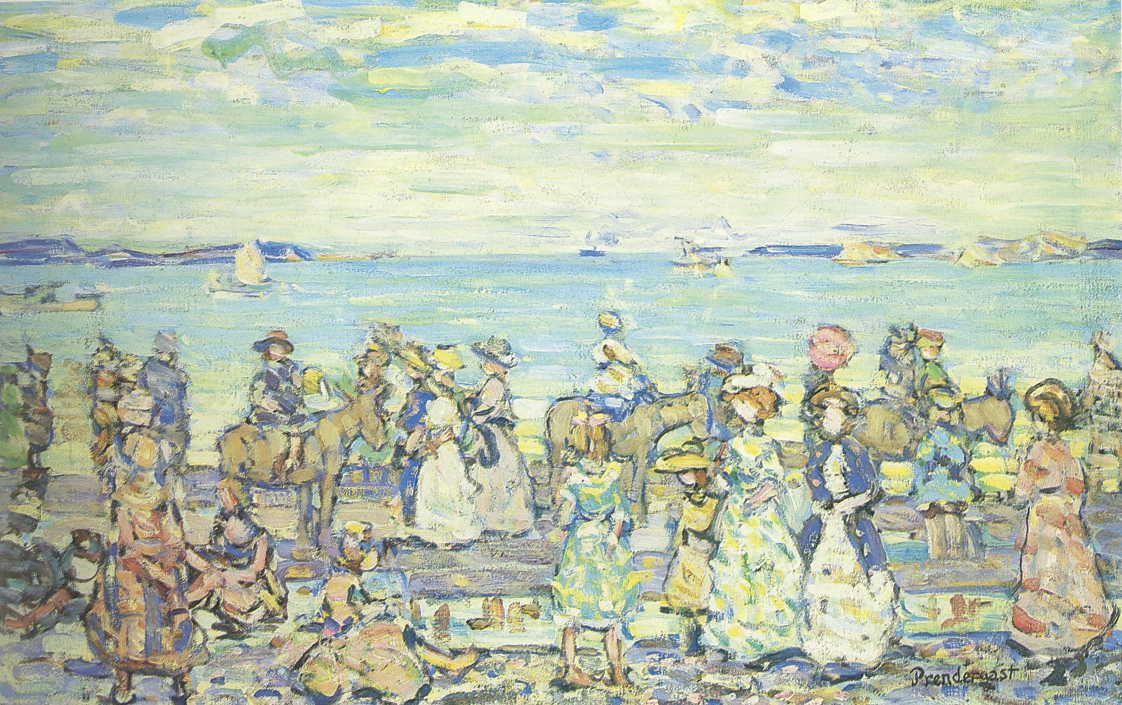
Opal Sea (1903–10)
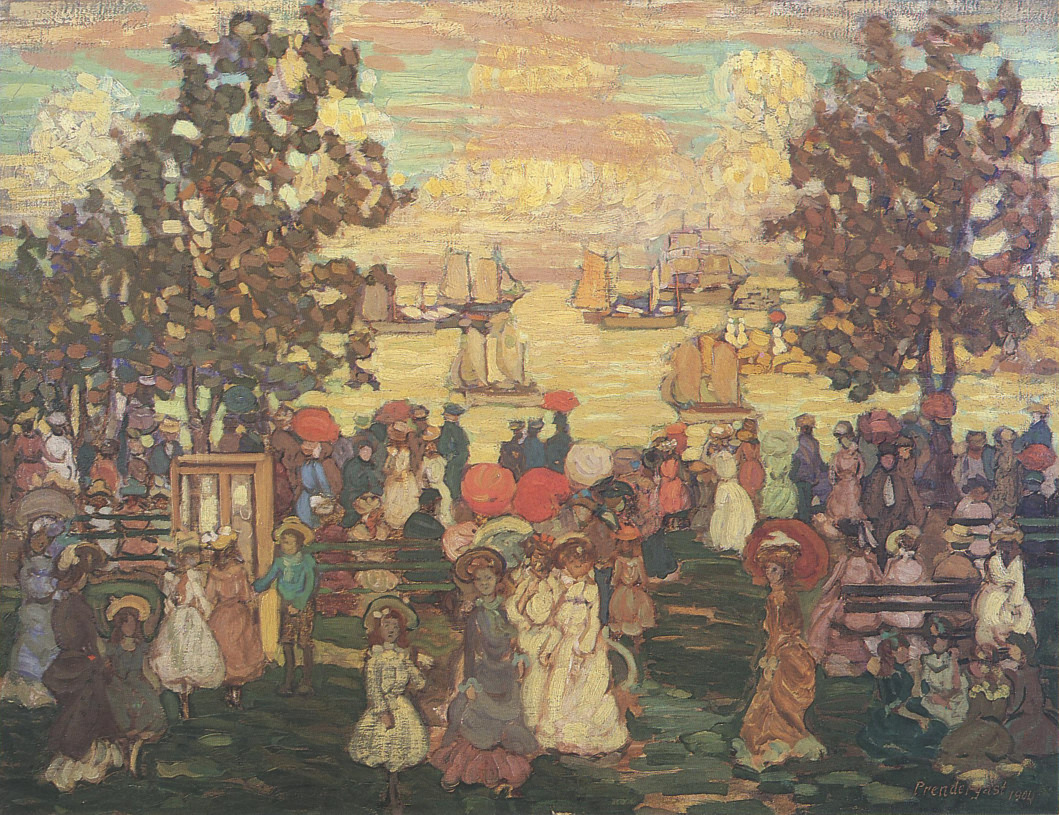
Salem Willows (1904)
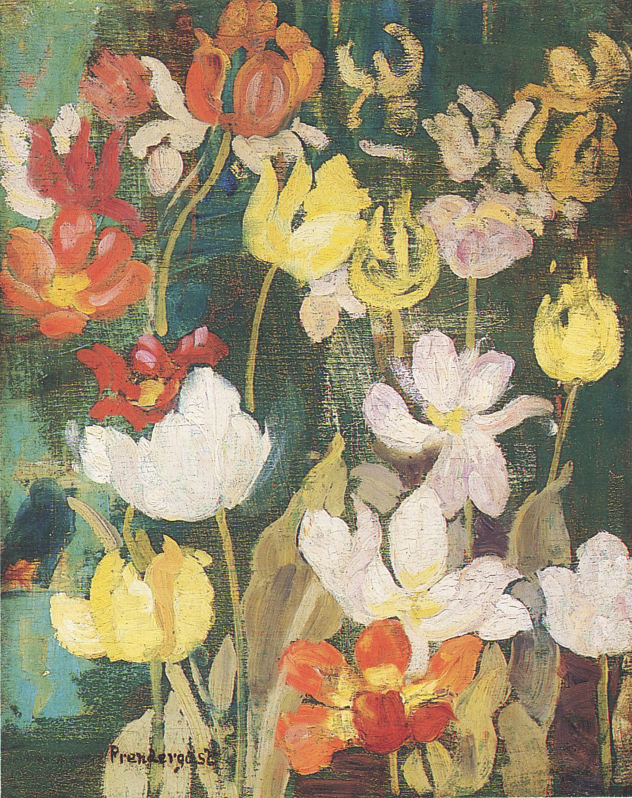
Spring Flowers (1904)
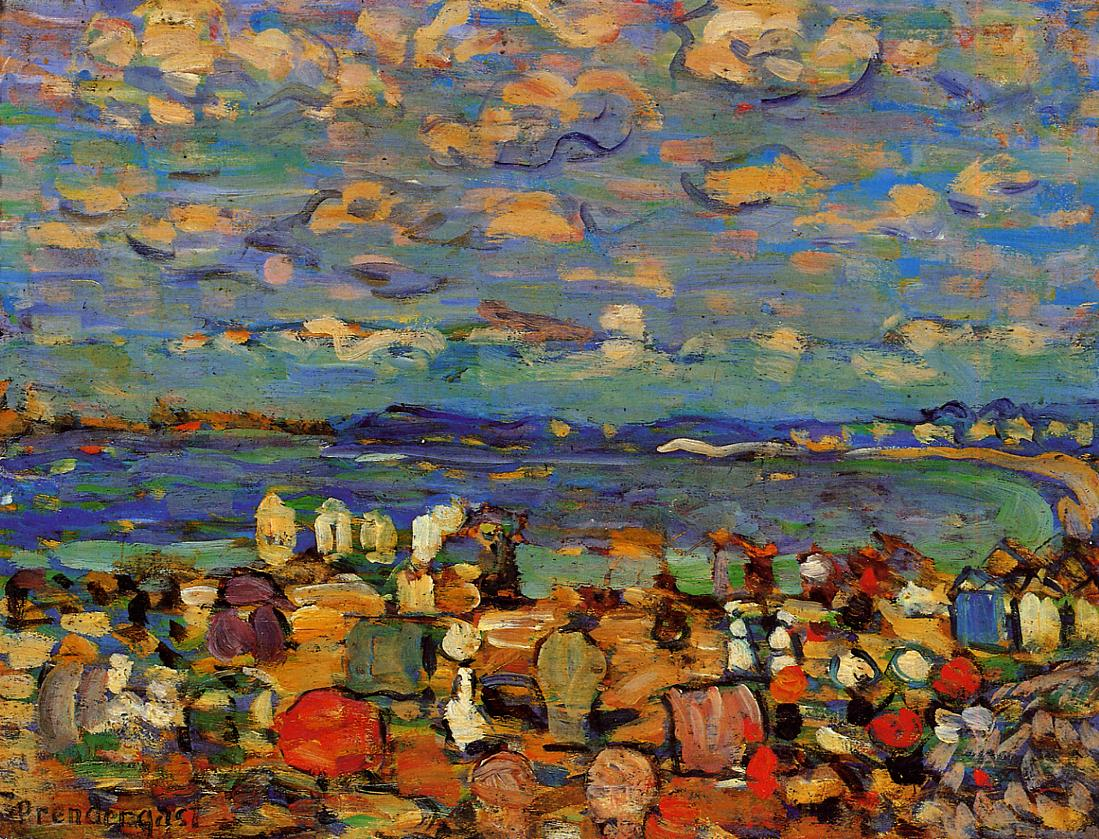
Crescent Beach (c. 1907)
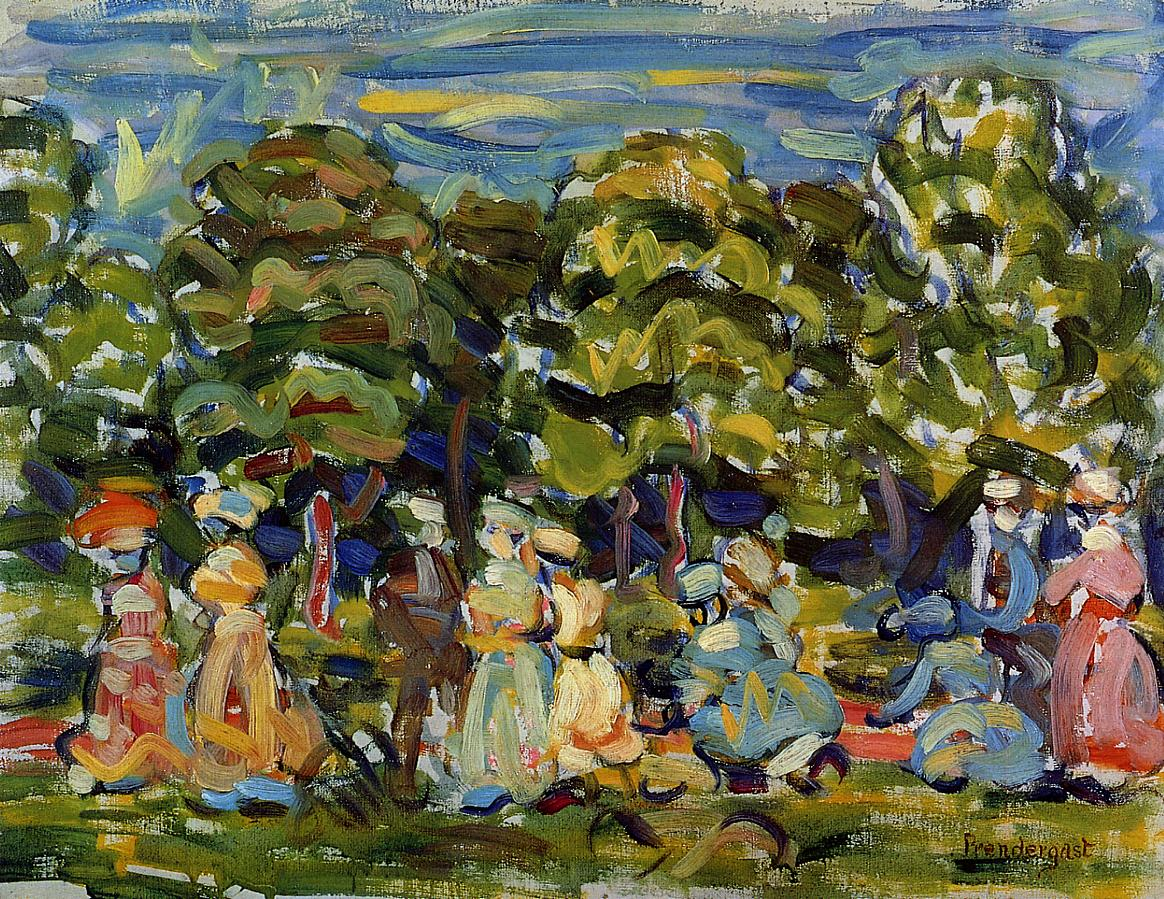
Summer in the Park (1907–10)
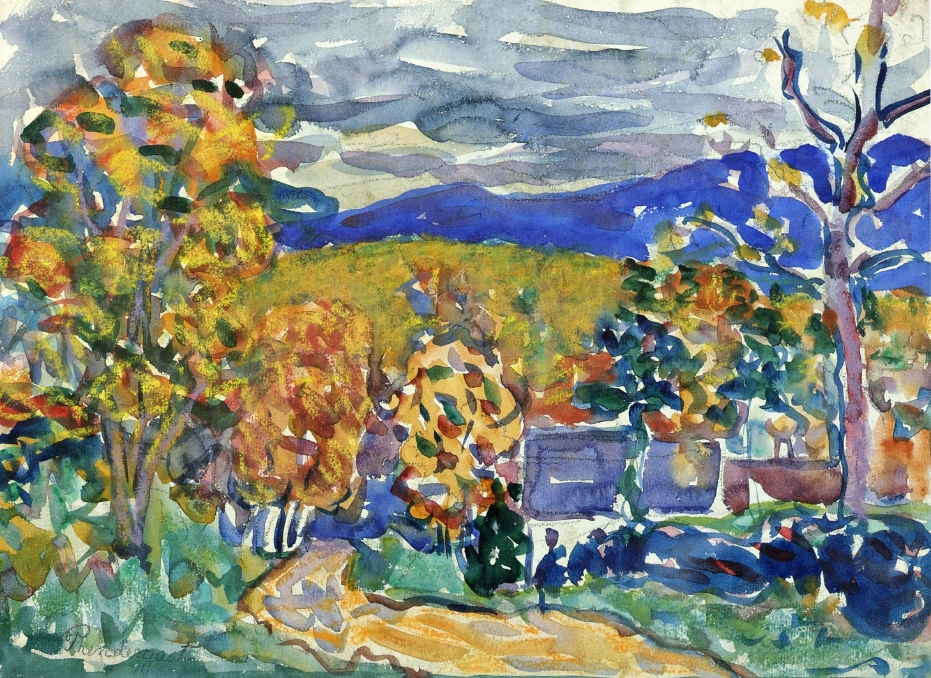
Autumn in New England (1910–13)
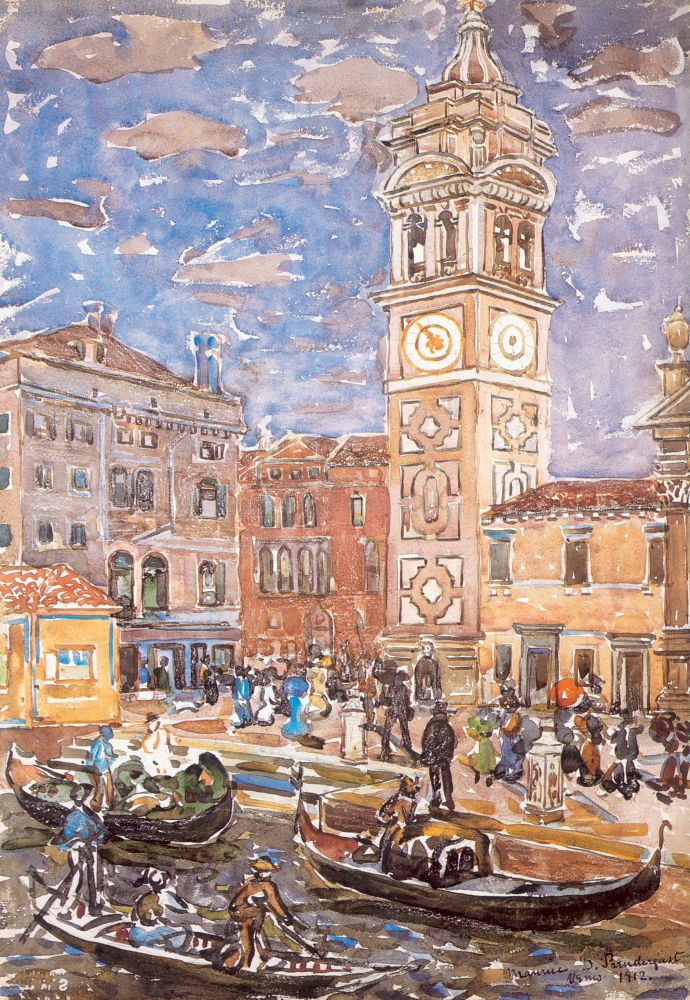
Santa Maria Formosa Venice  (1911–12)
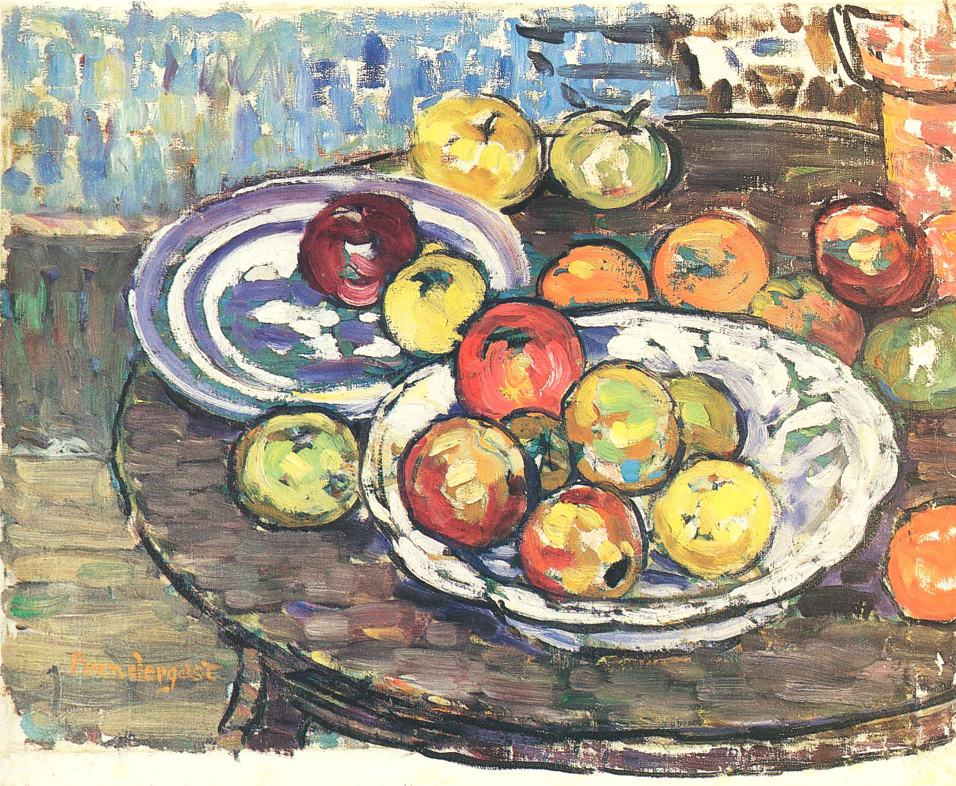
Still Life Apples Vase (1913–15)
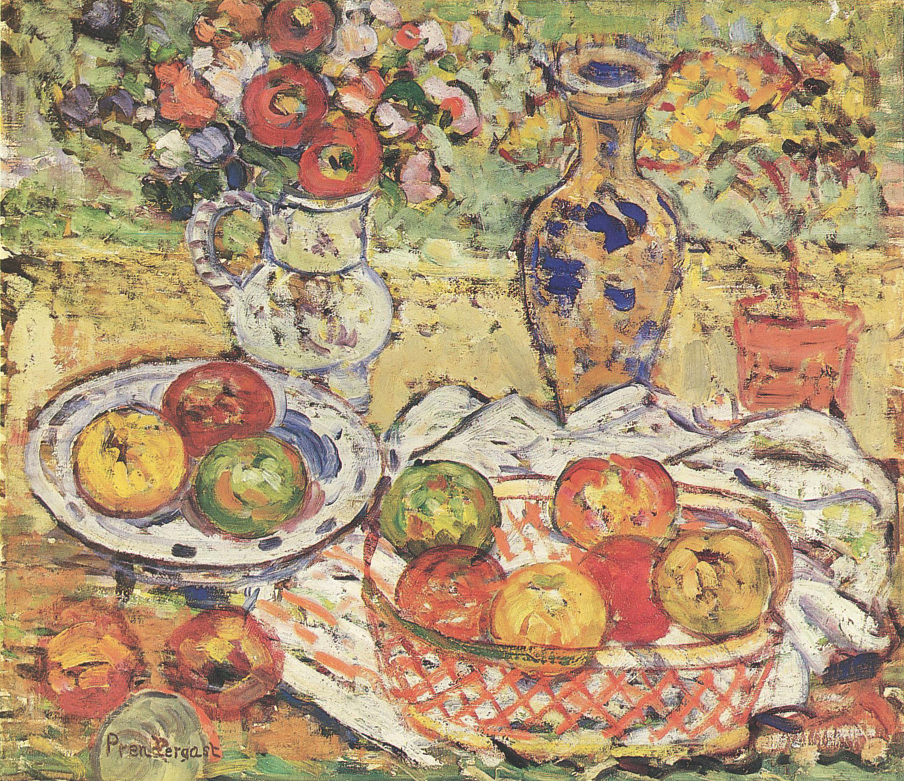
Still Life w Apples (1913–15)
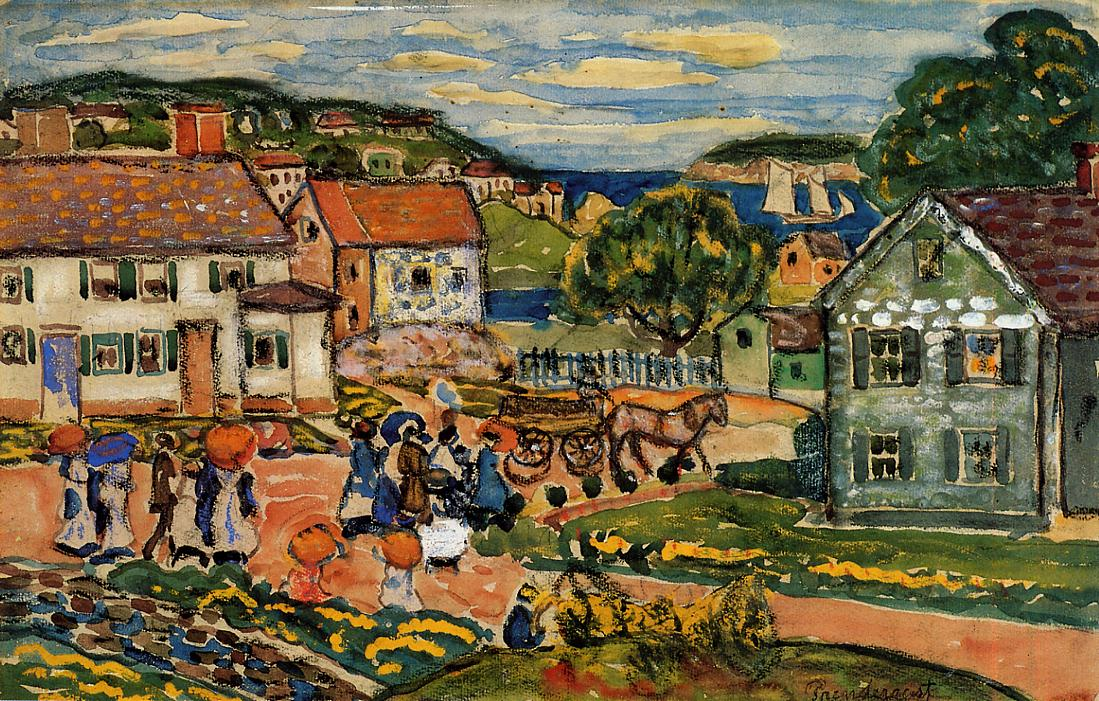
Marblehead (1914–15)
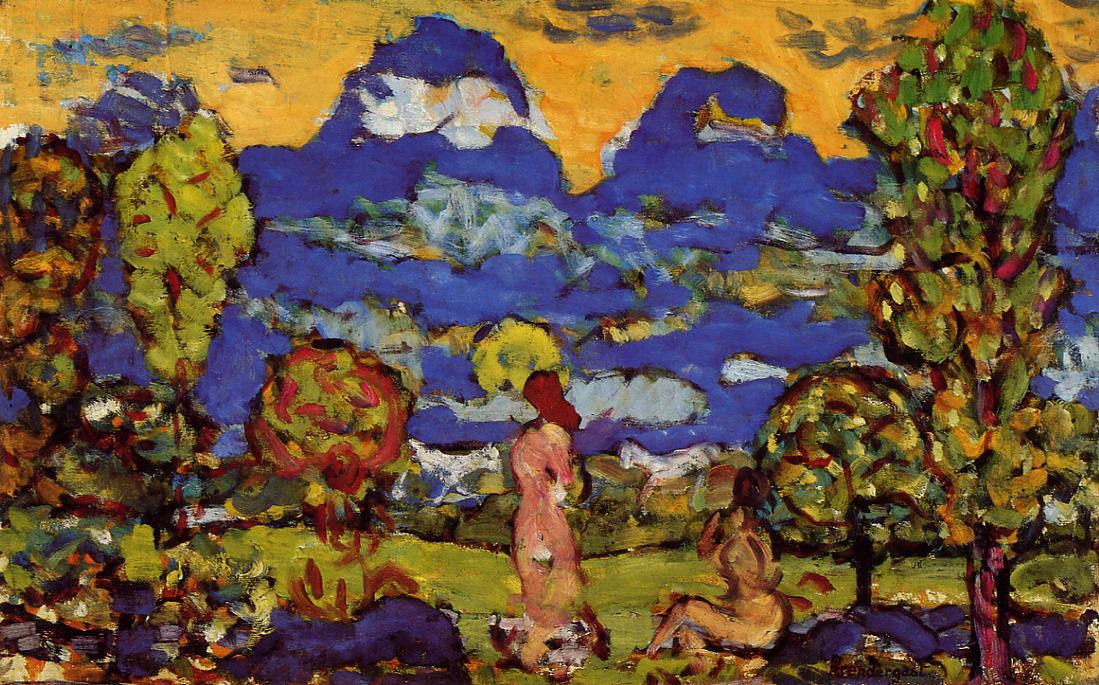
Blue Mountains (1914–1915)
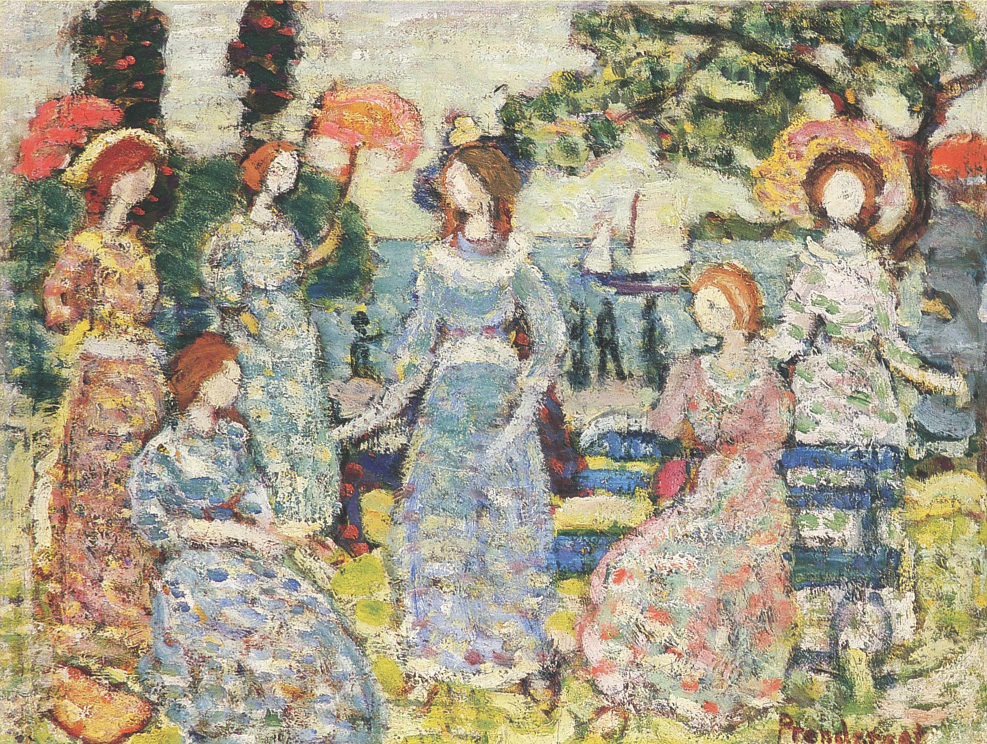
The Grove (1915)
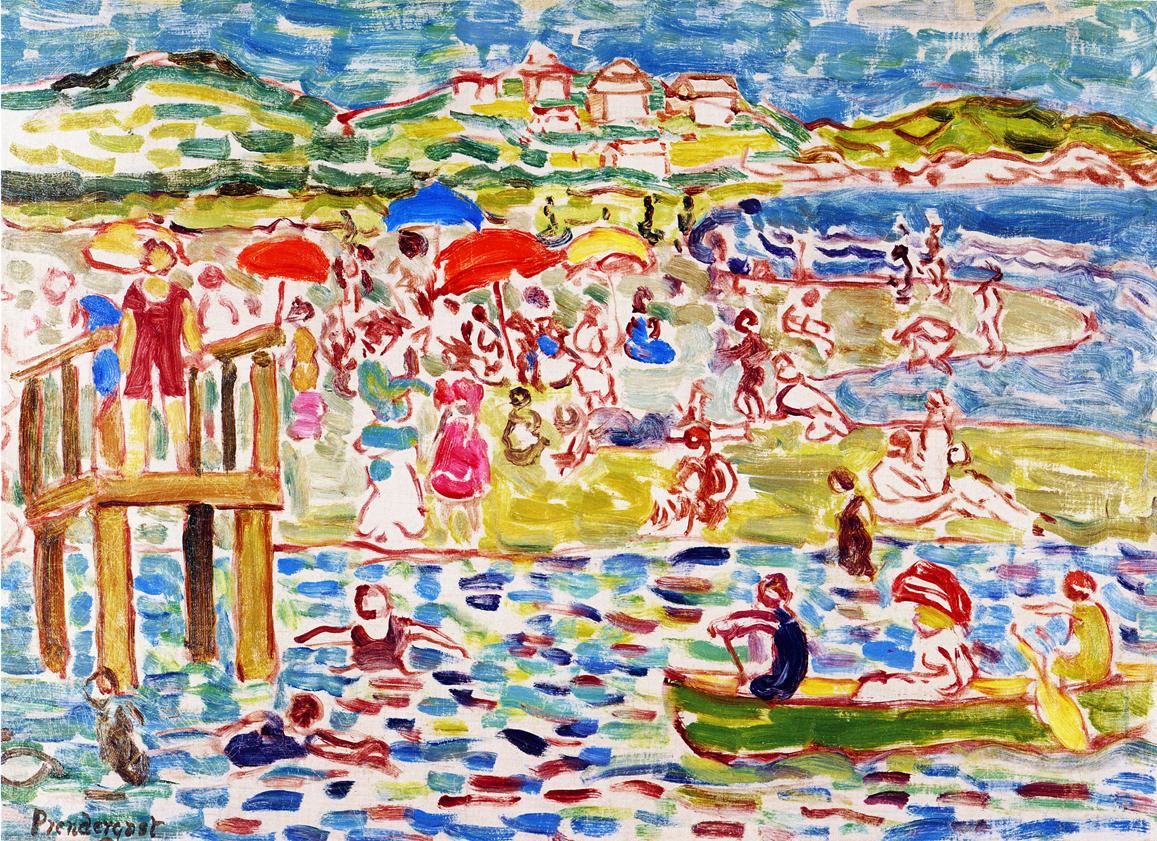
The Bathers (1918–23)
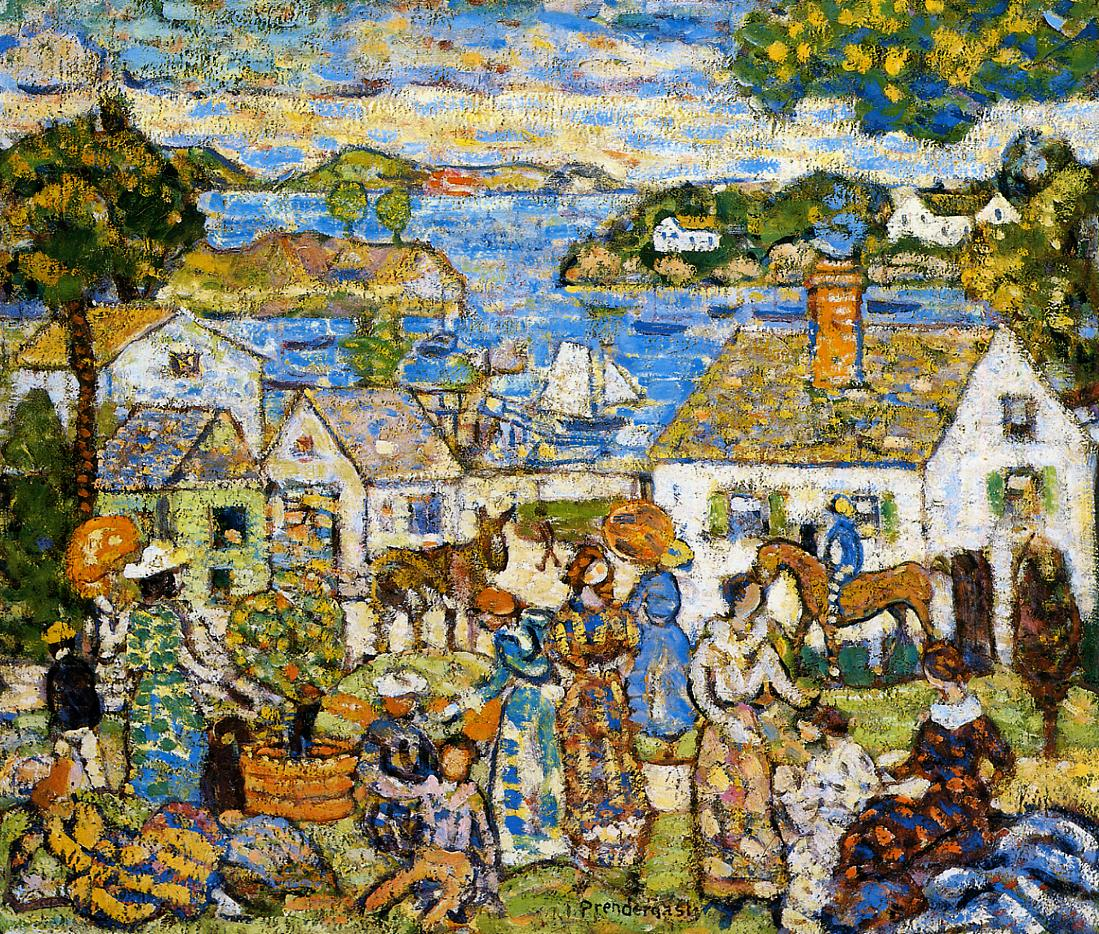
New England Harbor (1919–23)
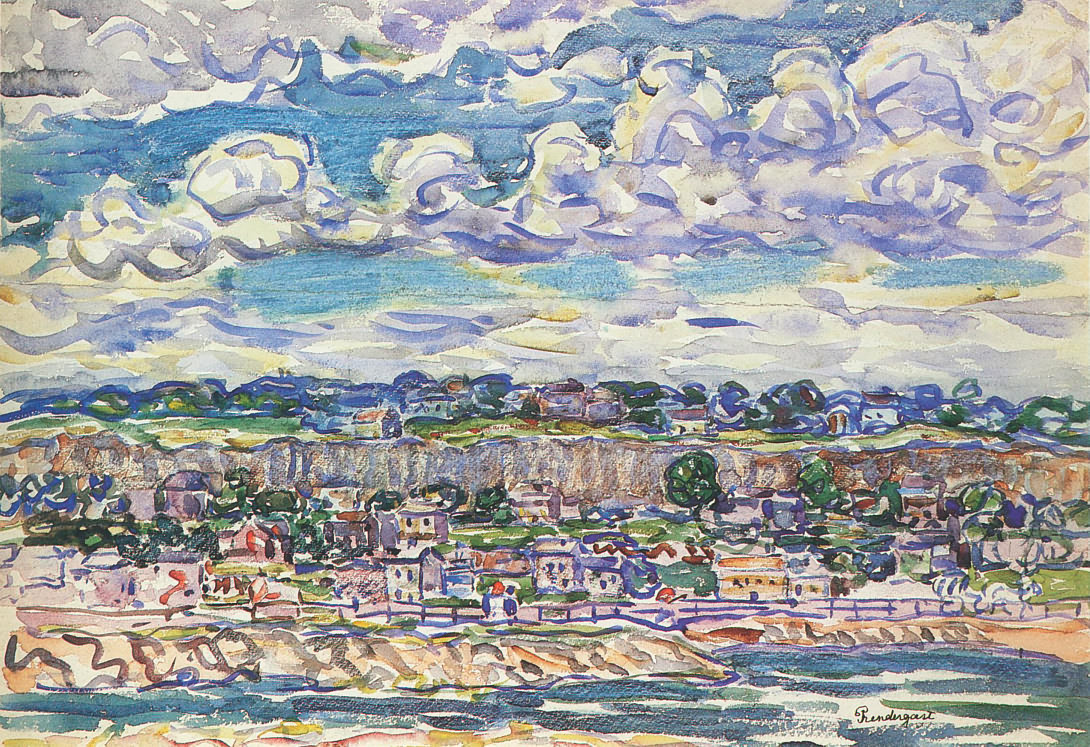
St. Malo
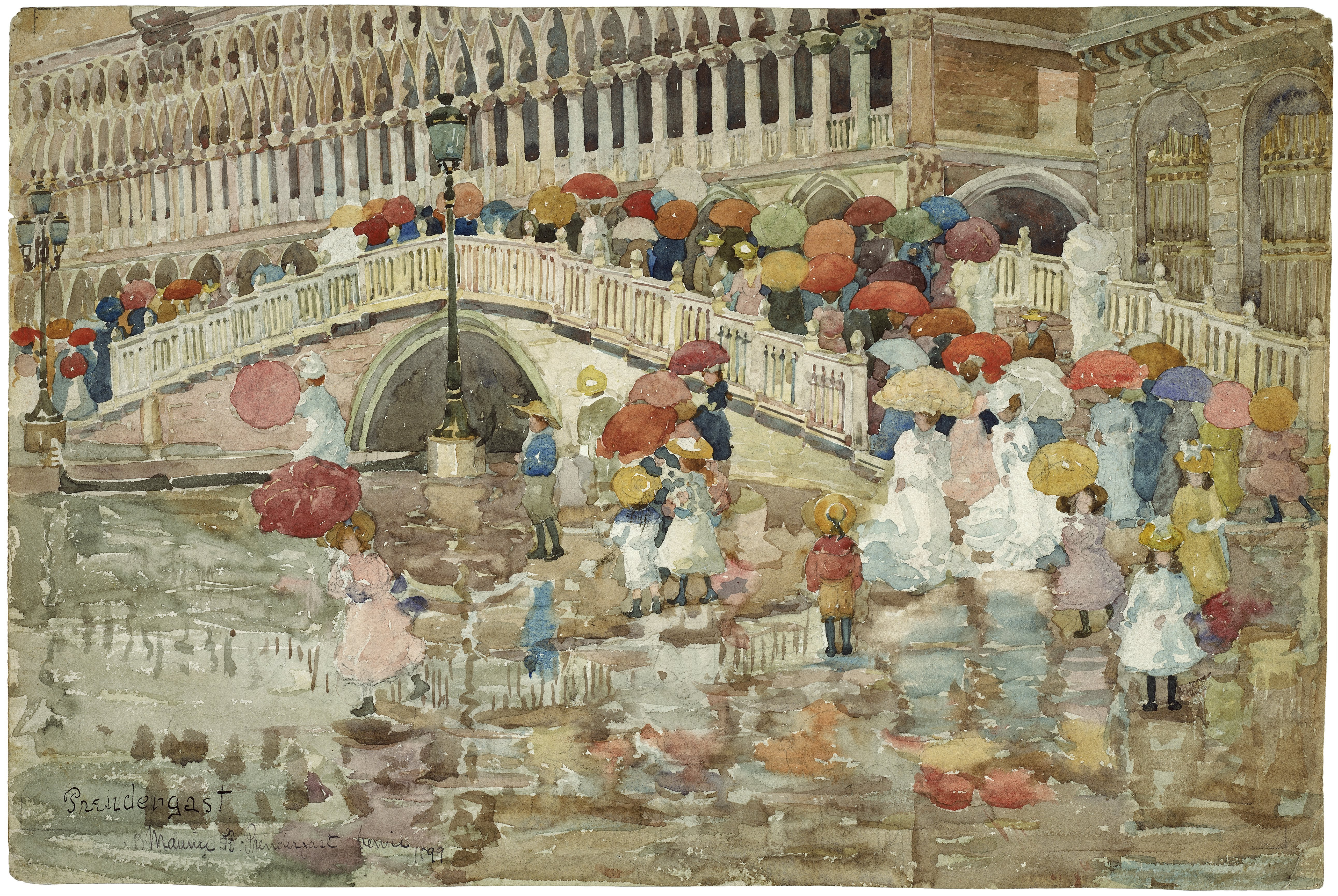
Guarda-chuvas na chuva, aquarela de 1899, Museu de Belas Artes de Boston